# Reino da Galiza
O Reino da Galiza (em galego: Reino de Galicia ou Reino de Galiza; em latim: Galliciense Regnum; século V - 1833) foi uma entidade política surgida no noroeste da Península Ibérica no território da província romana da Gallaecia. A sua extensão territorial, inicialmente de proporções bastante maiores do que a actual Galiza, foi evoluindo ao longo dos séculos.

## Território e conceito
A Galécia passou de ser uma província romana a albergar um reino pelas mãos dos suevos; autores coetâneos, no fim da dominação romana, falavam de uma Galécia que possuía proporções muito maiores do que a actual Galiza, cujos limites permaneceram praticamente intactos até ao século XII, momento no qual Portugal deixou de pertencer ao Reino de Galiza para passar a ter personalidade própria.
O território da Galiza nesta época (séculos IV-V) aparece relatada por numerosos autores da época, assim o historiador e teólogo galaico-romano Paulo Orósio, em começos do século V, explica na sua obra Historiarum que Cantabri et Astures Gallaecie provinciae portio sunt, isto é, Cántabros e ástures fazem parte da província da Galiza, ideia que o cronista bracarense Idácio reflecte de igual modo na sua Crónica em meados do século V, onde denomina "Campo da Galécia" (Campus Gallaeciae) à grande planície conhecida hoje como Tierra de Campos, na actual Castela-Leão. Posteriores autores, como Isidoro de Sevilha no século VII, continuaram a fazer finca-pé na extensão da Galiza, já sob o domínio visigodo; assim, na sua obra Etymologiae, matiza que "Astúrias e Cantábria, são regiões sitas na Galiza", regiones partes sunt provinciarum (?) sicut in Gallicia; Cantabria, Asturia.
Os autores destacam a polissemia do conceito, por um lado uma Galiza ampla, uma província romana que incluía o território compreendido entre Fisterra até à actual La Rioja, onde se encontravam galaicos, ástures, cântabros, váceos e outros povos, e por outro lado a Galiza propriamente dita, o território que não sendo nem ástur nem cântabro, estava habitado (entre outros) pelos galegos, e que lhe daria o nome a todo o noroeste peninsular até ao século XII.
Com a chegada dos suevos desde a Europa central em 411 d.C., a Galiza deixa de ser uma província romana (Galécia), para se tornar finalmente num reino com a corte fixada em Braga, um reino que os suevos tentariam depressa acrescentar pelo sul à custa do Império Romano, incorporando ao seu domínio e de jeito permanente boa parte da parte da província romana de Lusitânia, chegando a fazer-se temporalmente com a capital, Emerita Augusta (Mérida), que depois seria abandonada.
Após a batalha de Vouillé em 507, os visigodos são expulsos da Gália (excepto a Septimânia) pelos francos, sob o comando de Clóvis I.
Depois do século VI, o nome de Hispânia viria perder o significado geográfico que possuía até então, para designar o território governado pelos visigodos. Ao mesmo tempo, "Galécia" tornar-se-ia o nome do território governado pelos reis suevos. A Península Ibérica ficava repartida assim em duas entidades administrativas, Hispânia e Galécia, mantendo-se assim por mais de cinco séculos.
O fim das monarquias sueva e visigoda não mudou esta nomeação da Península Ibérica, que ficava partilhada assim em duas entidades geográficas, Hispânia e Galécia, mantendo-se assim por mais de cinco séculos. Eram usadas fórmulas tais como Galletiam et Ispaniam,Hispaniae et Galiiciae, Hispaniis et Gallicis regionibus, presentes ao longo de toda a Idade Média..
No início do século XII, a Galiza começou a fragmentar-se, nomeadamente em 1108 com a independência de Portugal, e que acabaria por excluir Leão (com Astúrias, Estremadura) e Castela, da antiga demarcação galega, tornando-se reinos próprios num lento processo de particularização. Em finais do século XII, Galiza, Leão, Castela e Portugal eram já reinos diferentes com personalidade própria, apesar de por vezes terem tido monarcas compartilhados.

## A origem do reino
A origem do reino encontra-se no século V d.C., quando os suevos se instalam na antiga província romana chamada Galécia. Estes, encabeçados pelo seu rei, Hermerico (que assinara um foedus com o imperador romano Honório, pelo qual lhes concedia a soberania, ou seja, a total independência de Roma), fixariam a sua corte na antiga Bracara Augusta, criando assim o regnum suevorum, regnum galliciense ou Reino Suevo, começando o seu reinado em 409. Em 449, o primeiro rei suevo nascido na Galiza, Requiário I (filho de Réquila I, neto de Hermerico), decidiu converter o reino em católico, tal e qual como a maioria da sua população, ainda que de 465 a 550 se tivesse voltado para o arianismo.
Um século mais tarde, as diferenças entre os nativos galegos e os suevos começariam a desaparecer, e este facto teria como resultado que os autores contemporâneos se refiram ao reino nesse momento como Galliciense Regnum, e aos reis indistintamente como Regem Galliciae, Rege Suevorum ou Galleciae totius provinciae rex, mesmo os bispos como Martinho de Dume serão reconhecidos como epíscopos da Galécia (episcopi Gallaecia). Tudo isto propicia que no século VI, possamos já falar da existência do Reino da Galiza.

## O reino da Galiza na monarquia visigótica
Em 585, Leovigildo, rei visigótico de Hispânia e Septimânia, consegue acabar com a independência política que os reis suevos mantiveram na Galiza desde 409, derrotando o último rei suevo, Andeca. Desde essa altura, o território da chamada então Galécia, passa a fazer parte da órbita de poder de Toledo, donde os monarcas visigóticos exerciam o seu poder depois de serem expulsos da Gália pelos francos. O período de governo visigótico na Galiza não supôs nenhuma mudança brusca, de modo que, excepto as dioceses situadas na Lusitânia, as dioceses galegas continuaram a desenvolver a sua actividade com normalidade, mantendo-se activas as dioceses de Braga, Porto, Tui, Iria, Britonia, Lugo, Ourense, Astorga, Coimbra, Lamego, Viseu e Idanha.
A organização territorial herdada de séculos anteriores não mudou, e mesmo as elites culturais, tanto religiosas como aristocráticas, aceitaram os novos monarcas, que apesar de terem a sua corte em Toledo, assumiam o controlo político de três antigos reinos; a Espanha, a Septimânia e a Galiza; assim, nos concílios religiosos, como de Toledo em 589, estavam presentes episcoporum totius Hispaniae, Galliae et Gallaetiae ou seja, bispos de toda Espanha, Gália e Galiza, esta concepção tripartita encontra-se ao longo do governo visigótico desde 585, diferenciando mediante diversas fórmulas as três entidades visigóticas nos documentos como; fines Spanie, Gallie, Gallecie ou Spaniae et Galliae vel Gallitiae, entre outras. Neste contexto, destaca-se a figura de São Frutuoso de Braga, bispo galaico de ascendência visigótica, famoso pelas numerosas fundações levadas a cabo por ele em todo o ocidente peninsular, quase sempre em lugares escondidos nas montanhas e mesmo nas ilhas, sobressaindo-se a sua austeridade.
As derradeiras décadas da monarquia visigótica foram de marcada decadência, devido, em boa parte, à redução do comércio com uma importante redução da circulação monetária, consequência directa da imposição do poder muçulmano a princípios do século VIII no mediterrâneo sul. A Galécia ver-se-á afectada pelas mesmas pautas. Foi então que São Frutuoso denunciou um estado generalizado de retrocesso cultural, perda da dinâmica de tempos atrás, e em seguida abrolhou um certo grau de descontentamento no alto clero galaico. Assim, no X Concilio de Toledo, em 656, Frutuoso, pertencente a círculos de poder visigóticos, assumiu a cadeira metropolitana de Braga, acontecendo isto à prévia renúncia do seu titular Potâmio, quem ademais reconhecia explicitamente a crise da vida eclesiástica. Na mesma ocasião, os ali reunidos anulavam o testamento deixado pelo bispo Recímiro de Dume, pois nele doava as riquezas da diocese-mosteiro aos pobres.
A crise final visigótica remontaria ao reinado de Égica. Este monarca declarou herdeiro ao seu filho Vitiza e já em vida associou-o ao trono, em 698, embora a lei visigótica obrigasse à eleição dum novo rei e não à transmissão hereditária. Dita associação consistiu em entregar-lhe o governo da Galiza, exercendo como rei com capital em Tui. Vitiza iria ser rei da Galécia pelo menos até à morte do seu pai, o que supõe uma situação nova nesta etapa final e conflituosa da monarquia visigótica, evidenciando a actividade política que a Galiza conservava cem anos depois do fim da monarquia sueva. Em 702 com a morte de Égica, Vitiza assume também o governo de Hispânia, trasladando-o a Toledo onde governaria até 710. Depois da sua sua morte, um sector aristocrático visigótico impediu a subida ao trono do seu filho Áquila, impondo pela força a Rodrigo, o que supôs um conflito civil entre os seus partidários e os dos filhos de Vitiza. Será em 711 quando os inimigos de Rodrigo conseguiram que um exército muçulmano cruze o estreito de Gibraltar e apresente batalha a Rodrigo em Guadalete, onde este é derrotado, facto que marca o fim do governo visigótico em Hispânia, e que terá uma transcendência histórica total para as duas restantes entidades políticas: Galécia e Septimânia.
Em 715, Abdalazize ibne Muça casa-se com a viúva de Rodrigo, de nome Egilona intitulada reginam Spanie, confirmando a continuidade dinástica, transferida assim legitimamente ao governador muçulmano. Com este facto, os governantes muçulmanos consideraram-se politicamente continuadores do anterior estado e assumiram os atributos detidos antes pelos reis visigóticos de Toledo. Desta forma, com a conquista de toda a Spania pelos muçulmanos, além das suas fronteiras, os emires cordobenses seriam conhecidos com o título de rex Spanie. A partir desse instante começa uma nova concepção geográfica, pois Espanha vai ser o nome com o qual se designe o território muçulmano, e Galiza ao território cristão. Assim, o historiador Almacari deixa claro a extensão do domínio muçulmano ao referir-se à conquista de começos do século VIII:
Não ficou lugar sem dominar em Al-Andalus se exceptuamos parte da Galécia.

## A formação da nova monarquia na Galécia
Após a queda sob domínio muçulmano da Hispânia em 711, e da Septimânia em 719, a Galécia foi a entidade administrativa na Península Ibérica com menor presença muçulmana, mantendo as suas estruturas sócio-económicas herdadas do passado galaico-romano e suevo. Assim, este território, do mar Cantábrico até o rio Douro, que já fora pouco ligado ao governo visigótico desde Toledo, nem ao seu herdeiro político o Emirado Omíada de Córdoba, em última instância submetido a Damasco. A decadência e o final desaparecimento do estado visigótico, implicou um vazio de poder central, propiciando que os nobres locais galegos, asturianos e bascos do momento, com força desde os seus senhorios, que tentarão acrescentar, quer pela via da diplomacia, mediante pactos e casamentos, quer pela via das armas, procurando impor-se perante os demais.
Em contraste, e apesar da aparente convulsão política de começos do século VIII, a rede eclesiástica galega não sofreu alterações demasiado profundas, e enquanto as Astúrias continuaram a carecer de sé episcopal até finais do século IX. A Galiza manteve uma continuidade religiosa desde a época galaico-romana, pelo menos em três dioceses: Lugo, Britonia-Mondoñedo, e Iria, onde os seus bispos residiram ininterruptamente nas suas respectivas sés, e nominalmente noutras cinco: Braga, Ourense, Tui, Lamego e Dume. Durante a insegurança político-religiosa, os bispos destas dioceses residiram noutras sés, e além disso, em Lugo acolheram temporariamente os bispos de Braga e Ourense, na diocese de Iria os de Tui e Lamego, e em Britonia-Mondoñedo o de Dume.
Este contexto é de difícil interpretação histórica pela carência duma documentação própria da época (séculos VIII e IX). A primeira menção a uma personagem com atribuições senhoriais após da derrota visigótica, encontra-se num documento de 812 denominado Testamentum Regis Adefonsi (testamento do rei Afonso) o qual descreve um nobre de nome Pelágio, que teria lutado na região galaica das Astúrias numa revolta contra o poder muçulmano em Covadonga, possivelmente senhor do território onde se situa Cangas de Onís, onde teria vivido em meados de 710, sendo o ciclo de crónicas de Afonso III que o descreve com maior detalhe, apesar a ser posterior.
Nas crónicas como a Bizantino-Arábiga ou a Crónica Moçárabe, redigidas em 741 e 754 respectivamente, não se menciona nem a figura de Pelágio, nem a sua revolta em Covadonga, o que segundo autores actuais põem em dúvida seriamente a relevância ou a própria existência do mesmo Pelágio e do mito de Covadonga. As alusões muçulmanas a esta rebelião, assim no Ajbar Machmua diz-se: "Os galegos, aproveitando a contenda civil entre os muçulmanos nos meados do século VIII, sublevaram-se contra o Islão e apoderaram-se de todo o distrito das Astúrias", também Almacari faz menção a isto: "Diz Issa ibne Amade Arrazi que em tempos de Ambaça ibne Suaime Alcalbi, ergueu-se em terras de Galiza um asno selvagem chamado Belai", sem bem é certo que estas, bem como as crónicas cristãs, foram escritas há mais de século e meio depois destes supostos acontecimentos.
As referências mais descritivas deste nobre chamado Pelágio, chegam a finais do século IX, onde são numerosas as origens que se lhe adjudicam desde as tardias crónicas cristãs. Para a Crónica Albeldense, Pelágio era neto de Rodrigo, derradeiro rei visigótico de Toledo, para a Crónica Rotense foi escolhido em concilium pelos próprios ástures como obrigava a lei electiva visigótica, e para outras fontes foi mesmo descendente do próprios Leovigildo e Recaredo ou filho do duque visigodo, Fáfila. De qualquer modo, a figura de Pelágio, convertida em mito, possivelmente se baseou num dos muitos senhores cristãos da Galécia nesse momento, tendo uma relevante importância no mal chamado Reino dos ástures a começos do século VIII, desde a sua modesta corte em Cangas de Onís, algo que não entra em desacordo com o relato do muçulmano Almacari que o descreve como: "um infiel chamado Belai, natural de Astúrias na Galécia". Este seria sucedido pelo seu filho chamado Fáfila, mas por curto espaço de tempo.

## Origem e consolidação doRegnum Christianorumda Galiza
Com a morte de Fáfila, as crónicas afonsinas relatam a entrada dum senhor territorial chamado Afonso, de origem cântabra, que se teria casado com a irmã de Fáfila ampliando com isto os seus domínios. Assim, o pequeno senhorio iniciado por Pelágio medra pela via matrimonial perdendo a sua condição estritamente ásture, para ser uma entidade onde o carácter cristão, e sobretudo o mesmo quadro geográfico, seriam os pontos de união entre estes senhores cântabro-ástures que iriam acrescentando e unificando com outros territórios o seu próprio domínio. Evolui assim dum pequeno senhorio no oriente asturiano para um território maior que será, com o tempo, autoproclamado como Regnum Christianorum, ou reino dos Cristãos.
As crónicas explicam esta expansão territorial por meio "repovoações", sugerindo que Afonso I, repovoou: "Astúrias, Primorias, Liébana, Trasmiera, Sopuerta, Carranza, Bardulia e a parte marítima da Galiza". Porém, a análise arqueológica e documental tem demonstrado em datas recentes que todo o norte e noroeste peninsular foi habitado sempre pelas mesmas gentes, portanto, tal afirmação não raz referência a uma repovoação de gentes sobre uma terra desabitada, senão a um ordenamento sob um poder senhorial, ou seja, sob a esfera de influência de Afonso I sobre uns territórios que viviam à margem duma autoridade estatal superior.
Em 757 Afonso I é sucedido pelo seu filho Froila, após este assassinar o seu irmão Vimara nas disputas por herdar o trono paterno. Este acrescentou os domínios dos seus progenitores além da cordilheira Cantábrica, tendo de fazer frente a numerosas revoltas, pois não todos os nobres galegos aceitaram a sua autoridade, como mostra a redacção rotense da Crónica de Afonso III onde diz:
"Aos povos de Galiza, que contra ele se revelaram, venceu-os e submeteu a toda a província a forte devastação."
Depois de onze anos de governo, Froila foi assassinado por um sector da nobreza. Porém, não foi o seu filho Afonso, o que mais tarde seria conhecido como Afonso II, o que o sucedeu, pois um nobre de nome Aurélio acedeu ao trono apoiado por um sector aristocrático afim política ou territorialmente a ele, deslocando Afonso II do governo. A origem de Aurélio, que governaria de 768 a 774, é incerta como a maioria destes "princeps" ou senhores com atribuições reais. As duas redacções da Crónica de Afonso III vêm coincidir praticamente no mesmo, teve de fazer frente a uma rebelião camponesa, concretamente a Crónica Rotense explica: "No seu tempo os homens de condição servil ergueram-se em rebelião contra os seus senhores, mas, vencidos pela diligência do rei, foram reduzidos à antiga servidão", população camponesa local que foi entrando em dependência nos domínios agrários da nobreza e da Igreja, e oposta portanto ao processo de restauração da autoridade dos monarca, percebida esta num sentido político-institucional.
Morto Aurélio, um novo nobre de nome Silo (774-783) casou-se com Adosinda. O facto de o legítimo herdeiro Afonso continuar a não poder aceder ao trono, faz pensar a numerosos autores que Silo contou com a ajuda da mesma facção nobiliária que apoiou a subida de Aurélio. Dele, consta que era um, "alheio à terra", e pelo facto de instalar em Pravia a sua corte, deslocando-a do oriente asturiano até o ocidente, e de possuir terras no oriente galego, parece que a sua origem se situou nas terras ocidentais das Astúrias e orientais da Galiza. O Diploma do rei Silo, que assegura que o príncipe Silo tinha propriedades nas proximidades da cidade de Lugo, reforça a tese da sua origem ocidental. Também este soberano teve de fazer frente no seu reinado a uma revolta dos povos galegos, continuação sem dúvida das havidas contra os reis Froila I e Aurélio. Assim, o cronista Sebastião conta: "Aos povos de Galiza que se rebelaram contra ele, venceu-os em combate no monte Cubeiro e submeteu-os ao seu império". A natureza desta rebelião foi a mesma das anteriores: a oposição à integração forçosa numa estrutura estatal superior.
Novamente à morte de Silo, acedeu outro senhor territorial, Mauregato (783-788), que se rebelou contra os oficiais de palácio, apoderando-se do reino de Silo, fazendo que Afonso II se tenha de exilar nas terras da sua mãe, a basca Munia. As crónicas afonsinas omitem às vezes o seu reinado, e a maioria fazem-no tirano e usurpador. Contudo, o seu reinado foi contemporâneo da fabricação dum hino apostólico a Santiago, e da importante querela adopcionista. Finalmente, subiu ao trono Vermudo I, apelidado "o Diácono", entre 788 e 791 após suceder a Mauregato. Alguns autores apontam à Galiza propriamente dita, como possível berço da sua mãe, o que somaria apoios no ocidente do reino e, além disso, o acesso ao poder sem dificuldade faz supor que contou com o apoio da mesma nobreza que apoiou a Mauregato na cimeira do poder. As crónicas afonsinas explicam a sua vinculação familiar com Aurélio, fazendo-o irmão deste, e finalmente remontando a sua origem ao duque visigodo Pedro, também há documentos medievais que asseguram que casou com uma aristocrata galega de nome, Ursinda, neta do conde Sisebuto de Coimbra e filha do rei visigodo Vitiza, pois existia a necessidade ideológica de fazer entroncar a estes senhores territoriais com o passado visigodo para dotá-los de poder legítimo, uma constante neogótica. Em 791 parou de governar, sendo sucedido por Afonso II, que sim apresentava autênticos atributos reais e cujo governo seria de especial importância para a Galiza.

## Afonso II e tumba apostólica
Após um período de conflitividade entre os diferentes princeps astur-galaicos, com o reinado de Afonso II acontece uma importante mudança política, passa-se duma anexação pela força à integração pacífica dos populos Gallecie ("povos da Galiza") no seio da Coroa. O reinado de Afonso II implicou um importante avanço na consolidação da instituição monárquica, e deveu ser beneficioso para o conjunto os interesses galegos, ademais este monarca passou a sua infância em Samos. Parece haver uma coincidência de interesses políticos com os galegos, tais como dois acontecimentos históricos de grande relevância à época, como são as relações da Galiza com o reino franco e a crise religiosa provocada pela querela adopcionista, iniciada presumivelmente na época de Mauregato e que se prolongou nos reinados de Vermudo I e o próprio Afonso II. Dois factos históricos de fundamental transcendência dos que falam os anais carolingianos e que silenciaram interessadamente os cronistas de Afonso III (866-910).
De este jeito, enquanto as Crónicas do ciclo afonsino agacham os contactos políticos estabelecidos entre os monarca galaicos e os carolíngios, as fontes francas confirmam a assistência de bispos da Galiza ao sínodo de Ratisbona em 782, e também ao concilio de Francoforte, onde assistem bispos da "Itália, Gália, Gócia, Aquitânia e Galiza (Italiae, Galliae, Gothiae, Aquitaniae, Galleciae) em 794 o de maior relevância de todos os celebrados nos tempos de Carlos Magno, pois nele tratou-se o tema do adopcionismo, que afectava a unidade religiosa de Ocidente. Ao mesmo tempo, os anais francos dão notícia do envio de embaixadas por parte de Afonso II, o Casto, conhecido tanto nos Annales Regni Francorum bem como na Vita Karoli Magni como Hadefonsi regis Galleciae et Asturiae ou seja, rei da Galiza e das Astúrias ou mesmo como Galletiarum principis[15] (príncipe das Galizas) segundo a Vita Hludovici e rex Gallaeciae[16] segundo a crónica medieval de Hermano de Reichenau, escrita no século XI. Em todo o caso, as relações entre Carlo Magno e este monarca deveram ser muito estreitas, pois o cronista Eginardo na Vita Karolis afirma que quando Afonso II enviava mensageiros ou cartas ao rei dos francos, queria ser chamado propriu sunn, é dizer, o seu vassalo.
Um dos factos mais destacáveis do seu reinado foi a descoberta ou "invenção" da tumba do apóstolo Santiago Maior. Tal acontecimento sucedeu no lugar chamado Compostela, e da mão do bispo Teodomiro da diocese de Iria, aliás o ónus político-religiosa que este facto histórico teria num momento em que a monarquia estava a necessitar de símbolos integradores.
Na Idade Média "o culto a um santo bem podia ajudar a moldar um reino", e assim Afonso II decidiu construir uma igreja, a primeira pedra do que mais tarde seria a alfaia do românico europeu.
Apesar do casual desta descoberta, a maioria dos historiadores contemporâneos veem neste fato uma "invenção" com claros fins políticos, bem como religiosos, principalmente motivados pela crise religiosa do adopcionismo que implicaria a criação duma igreja na Galécia independente da moçárabe com sé em Toledo, da que estava ligada desde a fim do poder suevo em Braga. Os partidários desta postura opinam que a invasão muçulmana foi o factor de base que explica a descoberta da tumba do apóstolo Santiago na Galiza, e não na Hispânia, porque foi a antiga Galécia a única que ficou à margem da invasão muçulmana. De facto, esta descoberta ou "invenção" do ataúde teve lugar no reinado de Afonso II (791-842), mas foi no período imediatamente predecessor que se puseram as bases ideológicas do que ia ser, de imediato, o achado "casual" do edículo compostelano pelo bispo Teodomiro de Iria, entre 818 e 847. Tanto Mauregato quanto Vermudo I são contemporâneos da querela adopcionista, dos "Comentários à Apocalipse", atribuídos a Beato de Liébana, e da fabricação do primeiro Hino litúrgico específico em honra de Santiago, que se associa com o rei Mauregato através dum acróstico.

### Período e linhagem ramirense

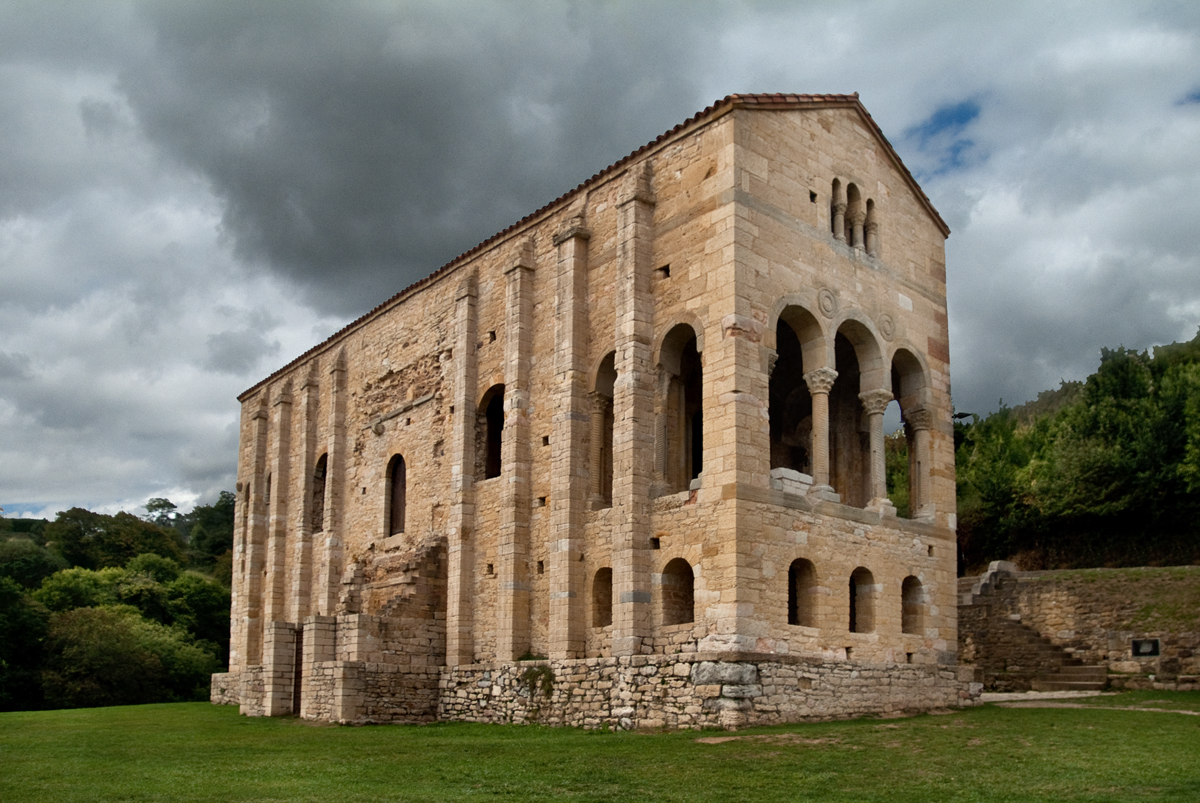
Atual igreja de Santa Maria do Naranco. Antigo paço real de Ramiro I nos arredores de Oviedo. século IX

O fundador da dinastia dos Ramírez, Ramiro I (842-850), passou à história como um monarca enérgico: os cronistas o intitularam Virga Iustitiae (verga da justiça), dado que derrotou com brevidade àqueles que se rebelaram. Contudo, paradoxalmente ele próprio acedeu ao trono encabeçando uma revolta contra o herdeiro legítimo, o nobre de palácio chamado Nepociano, cunhado de Afonso II o Casto, que contava com o apoio da nobreza oriental da Galécia, tal qual informam a crônica albeldense e rotense.
Ramiro I, que se encontrava na procura de esposa na Bardúlia, teve de regressar ao extremo ocidental da Galécia, concretamente aos arredores de Lugo, para se encontrar com os aristocratas galegos, que o apoiavam para aceder ao trono e depor Nepociano. Uma vez reunido um importante contingente militar de galegos, dirigiu-se de Lugo para as Astúrias.
| “ | Quando o príncipe Ramiro ficou a saber o que passava, refugiou-se nas partes da Galiza, e na cidade de Lugo reuniu um exército. Mas, após um breve espaço de tempo, partiu contra os ástures | ” |

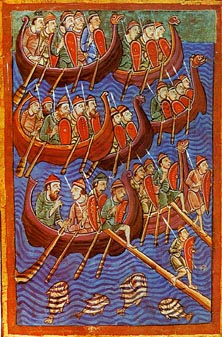
Frota de naves escandinavas, possivelmente dinamarquesas, representadas num manuscrito do século XI

De caminho a Oviedo, ocorreu a primeira confrontação entre ele e Nepociano, em Curniana, na ponte sobre o rio Narcea, onde o exército galego derrota os ástures e bascos, com a fuga de Nepociano do campo de batalha, como conta a Crônica Ovetense, Cui Nepotianus occurrit ad pontem fluuii Narcea adgregata manu asturiensium et uasconum. Seria em 842 quando finalmente já em Oviedo, conseguiu impor o seu governo sobre a região das Astúrias.
A confrontação entre Ramiro e Nepociano implicou uma guerra civil, apoiada nos particularismos territoriais. Ramiro I, contou com o apoio militar de dois importantes condes galegos: Sonna e Cipião, em que pese a isto não houve intenção alguma de criar um trono na parte ocidental, na Galiza propriamente dita, senão de arrebatar o trono já assentado em Oviedo. Amostra disto pareça ser a ereção de um paço em Naranco, a escassos quilômetros da corte ovetense que, segundo um recente estudo da Universidade de Oviedo, possivelmente serviu como corte alternativa destinada à recepção e atos judiciários.
Ramiro I conseguirá consolidar-se no trono sendo a cabeça indiscutível de uma dinastia, que se sucederá por linha masculina até bem entrado o século XI. A maioria dos historiadores coincidem em assinalar a importância para a Galiza de o candidato da sua aristocracia ser o vencedor, assim, Ramón Menéndez Pidal opinou que "com Ramiro I foi Galiza que prevaleceu no seio da monarquia", conclusão parecida à que chegou Vicente Risco quando apontava, na sua Historia de Galicia, que "a partir de Ramiro I iniciou-se um predomínio da Galiza no seio do reino ocidental". Além disso, com este rei iniciar-se-ia uma expansão territorial que terminaria no final do século IX com a integração das cidades e terras da bacia do Douro. A partir do reino de Ramiro I, começou uma sucessão patrilineal, de pais a filhos.
O seu filho herdeiro, Ordonho acedeu ao trono em 850, mortuus est Ranimirus filius Veremudi rex Gallecie et filius eius Ordonius successit in regno (morto Ramiro, filho de Vermudo rei da Galiza, sucedeu-o o seu filho Ordonho no reino), tal qual conta o castelhano Rodrigo Ximénez de Rada no século XII. Em que pese à brevidade do seu reinado de dezesseis anos, conseguiu espalhar o reino até Leão, Astorga, Tui e Amaia Patrícia segundo as crônicas de Afonso III. Durante o seu reinado, a Galiza viu-se atacada por uma vaga de incursões normandas que seriam derrotadas pelo conde Pedro. Com Ordonho I inicia-se o grande processo de expansão territorial da segunda metade do século IX, que levaria a incorporação para o Christianorum Regnum da Galiza meridional, trabalho que completaria o seu filho Afonso III, neto de Ramiro I.

### O reinado de Afonso III e o neogoticismo
Com o falecimento de Ordonho I em 866 iniciava o seu reinado Afonso III. Foram dois os acontecimentos políticos mais destacáveis durante o seu reinado; por um lado na segunda metade do século IX foram incorporados para os domínios do Regnum Christianorum os territórios situados entre Minho e Douro, e pelo outro lado, a elaboração dos artefatos ideológicos necessários para consolidar a sua legitimidade política e os alicerces do nascente estado.

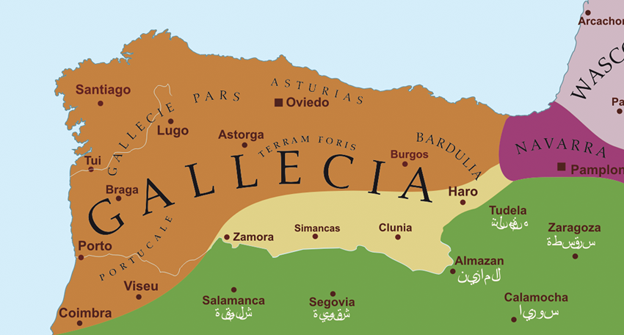
Mapa político do Noroeste da Península Ibérica em 891

Os esforços de Afonso III por impor a sua legitimidade política orientaram-se a demonstrar a existência de uma linha hereditária precedente ininterrompida não apenas ao longo dos século VIII e IX, mas remontando até 711 para entroncar diretamente com os reis anteriores, ou seja, com os visigodos, dos quais assim conseguia ser considerado sucessor natural. Para isso foi preciso criar uma sequência (quer certa ou não) de reis capaz de encher o vazio histórico do século VIII, e ademais fazê-los partícipes deste mesmo convencimento dos antecedentes visigodos, ideologia que recebe o nome de neogoticismo.
Assim, sob o mandato de Afonso III são redigidas nos círculos próximos à Corte duas crônicas: a Albeldense, redigida entre 881 e 883 (embora as únicas cópias conservadas sejam de fins do século X) e a conhecida como Crônica de Afonso III, desta existem duas versões, a chamada Sebastianense e a Rotense.
Nesta última chega-se a atribuír a Pelágio das Astúrias a expressão Spes nostra (...) sit Spanie salus et Gotorum gentis exercitus reparatus (a nossa esperança de salvar a Hispânia e restaurar o exército godo). Com este ciclo cronístico, Afonso III pretendeu destacar a continuidade religiosa e cristã do antigo estado visigodo e a nova monarquia nascente na Galécia, contra do poder estabelecido em Córdoba. Estas crônicas fazem entroncar Pelágio com antigos monarcas visigodos, uma estudada e interessada linha sucessória que, de qualquer jeito, teria sido ainda de menor legitimidade do que a de Abdalazize ibne Muça, casado com a derradeira rainha visigoda, Egilona, e portanto legitimo senhor de Spania.
Os monarcas ovetenses e os seus predecessores, portanto, foram considerados intencionalmente pelas crônicas afonsinas como restauradores do reino visigodo graças à rebelião iniciada na region galaica das Asturias
transmitindo o legado da monarquia toledana para Oviedo com a ajuda da “providência”.
Contudo, os indícios históricos (arqueológicos e documentais) demonstram a sua falsidade, chegando a rotense a afirmar que ao mesmo tempo foram repovoadas a própria Astúrias e zonas marítimas da Galiza, uma irracionalidade que visava apresentar um território despovoado e vazio, totalmente afastado da realidade, e adjudicando a sua restauração a reis antecessores, que nunca exerceram tal fato. O neogoticismo constituiu o ingrediente mais reconhecido das crônicas da época de Afonso III, introduzindo um mito duradouro no tempo, que seria, quer por ignorância quer por interesse, considerado como fonte fidedigna por numerosos autores espanhóis desde o século XIX.

### Mudança da corte para a cidade de Leão
| “ | E enviou o rei Abderramão o seu wazir Ahmed ben Sahid com os mandatários da Galiza, para saudar no seu nome o rei Ramiro, e foi o wazir à Medina Leonis (Leão) capital da Galiza, e são cristãos como os de Afranc de seita Melkita; ajustaram-se tréguas por cinco anos, e foram muito bem guardadas. | ” |

A consolidação da monarquia galaica propiciou que ao redor de 910 os monarcas decidissem transladar a corte de Oviedo a Leão. Foram decisivos os fatores econômicos na decisão, tratava-se de impulsionar os itinerários da circulação humana e comercial que ligavam com França e com a Espanha muçulmana, aproximando-se economicamente a esta última. A cidade de Leão era um importante enclave, confluindo no eixo Astorga-Leão duas importantes rotas; por um lado a via que unia a antiga capital sueva, Braga com a cidade gala de Bordéus, e por outro a Via da Prata, que chegava à Galiza desde Spania, passando por Sevilha e Mérida. O fato de Leão carecer de bispo e senhores feudais -não assim na vizinha Astorga- bem como acontecera com Oviedo, tornava aquele antigo assentamento militar romano numa encruzilhada idônea para assentar a nova corte.
Como consequência do translado do trono, os reis da Galiza pararam de empregar o título de ovetense para se intitularem legionense, ou seja, "de Legio", aludindo à cidade de Legio (atual Leão), na que recaia a nova sede régia. Leão, uma cidade estratégica situada na Galécia da alta Idade Média como destacavam os próprios cristãos in civitate que vocitatur Legio, território Galleecie (na cidade que chamam Leão, território da Galiza) ou in Legione de Galletia e muçulmanos, tornava-se em princípios do século X na nova capital da Galiza.

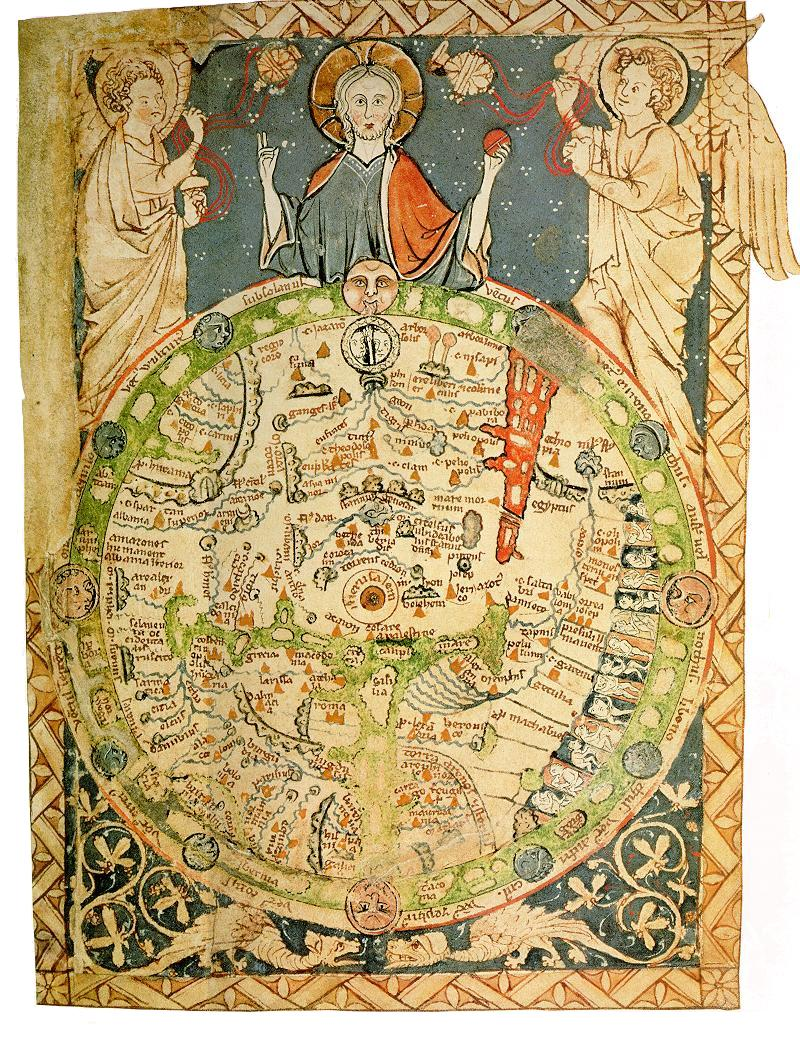
Saltério de Londres, mapa-múndi inglês onde se representam as nações conhecidas, na parte inferior reconhecem-se as situações da "Galiza" e da "Hispânia". século XII

### Contenda civil doséculo X
O derrocamento do governo de Afonso III pelos seus filhos em 910, seria o prelúdio de um longo período de instabilidade política, na que diferentes facções da família real lutaram entre si por obter o governo da capital, Leão, e em geral de toda a Galiza, apoiados por diferentes grupos aristocráticos territoriais que tentavam impor o seu peso político. Depois do derrocamento de Afonso III pelo seu filho maior, Garcia, este se impôs em Leão, como rei de toda a Galiza, pelo seu lado a aristocracia propriamente galega apoiará Ordonho, filho segundo de Afonso III e casado com Elvira, e finalmente o terceiro filho, Froila governará as terras asturianas.
A relação entre os irmãos é estritamente feudal, Garcia governava toda a Galiza desde Leão, seu irmão maior Ordonho, rende-lhe vassalagem desde a sua jurisdição ocidental, e Froila a este último, e consequentemente a Garcia em última instância. Muitos autores entendem tal exercício como a criação de um novo reino o de Leão (por ter a capital nesta cidade), enquanto outros apoiam a ideia de uma suposta criação de três reinos (Galiza, Leão e Astúrias); porém, o reino nunca parou de ser o mesmo e sob a mesma família real nem perdeu a sua concepção unitária, como se manifesta frente da morte de Garcia (914) herdando o trono seus irmãos sucessivamente e com total normalidade, prática semelhante a acontecida pela dinastia capetiana, onde com muitos ducados foi mantida a ideia da unidade do reino.
As tensões internas começaram por volta de 924, com a sucessão de Ordonho II, com rivalidade entre os filhos deste e seu irmão Froila II. Seria a linhagem de Ordonho II a que se imponha a Afonso, filho de Froila, com apoio da aristocracia galega, sendo repartidos novamente os poderes entre os filhos de Ordonho II. Seria o irmão-mor, Sancho, coroado rei em Leão, portanto rei de toda Galiza, enquanto os seus irmãos menores, Afonso e Ramiro, exerceram como senhores feudais em diferentes territórios. Em 926, Afonso IV destronou Sancho com apoio navarro e ficou com o governo de Leão; à sua vez o seu irmão menor, Ramiro, ajudado pelos nobres galego-portugueses, expulsa-o em 931, reinstaurando a estabilidade monárquica até 951
Árbitro nessa instabilidade foi São Rosendo, que mediou entre Ordonho IV e Sancho I, ambos coroados em Santiago de Compostela. Resultado de uma dessas rebeliões foi a coroação na Galiza de Vermudo II (982). Este derrotaria Ramiro III de Leão e unificaria novamente os dois territórios.
Com a expansão navarra de Sancho III, os territórios da Coroa de Leão ficaram reduzidos praticamente ao Reino da Galiza, até que o seu filho Fernando, o futuro rei de Castela, derrotou o rei galaico-leonês Vermudo III. Após dominar o território galego, e procurando a legitimidade no matrimônio com a irmã deste, Sancha, viveu-se uma primeira experiência de unidade da Galiza e Leão com Castela. Contudo, e seguindo a política dos monarcas da época, Fernando I deixou em testamento a partilha dos seus reinos entre os seus filhos.

### Crise monárquica. Hostilidades com Al-Andalus

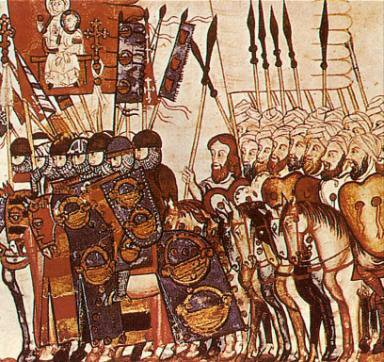
Iluminura medieval das Cantigas de Afonso X o Sábio; nela apreciam-se exércitos muçulmanos e cristãos

Vitorioso graças à ajuda dos nobres galegos, Leão abria as portas a Vermudo II em 984, desde onde então governaria a Galiza, Regnante Veremudo rex in Galezia (reinante o rei Vermudo na Galiza). O novo rei apressou-se a ser reconhecido como tal por Almançor recebendo ajuda militar do muçulmano para fazer face aos nobres insurretos, que com a sua ajuda conseguiu sufocar. Contudo, a extensa estada das forças muçulmanas no sul do reino levou a Vermudo II a expulsá-las por as considerar forças de ocupação, rompendo de fato a aliança com Almançor. A ruptura desta aliança salientou a incapacidade do rei de afrontar satisfatoriamente a guerra contra o general muçulmano, ao perder em 987 importantes cidades do sul da Galiza, como Coimbra e Viseu, além de sofrer o assalto e saque de outras cidades como Astorga, Compostela e a mesma Leão, tendo Vermudo que aceitar a presença de governantes muçulmanos em Toro. As campanhas de Almançor entre 987 e 996 cessariam com uma aliança régia que ratificou a paz pela via matrimonial ao se casar o próprio Almançor com uma filha de Vermudo ao assinar a paz em 996, e o rei Abedalá de Toledo, com uma irmã de Afonso V de Leão..
O reinado de Vermudo II levou à confirmação de um achegamento aos interesses galegos, materializando-se na criação do único herdeiro, o futuro Afonso V, sendo a sua educação confiada ao duque galego Mendo González, o qual significava depositar o poder em mãos deste setor da nobreza, neutralizando assim a longa hostilidade padecida pelos reis em nome dos condes de Castela, mas em absoluto terminou com ela.. O reinado de Afonso V, Rex Gallitianus ("rei da Galiza") implicou a consolidação institucional que a monarquia galega perdera ao longo do século X, onde vários nobres se proclamaram reis com o apoio dos nobres, quer em Compostela, quer no restante Reino de Leão. No seu curto reinado, empreendeu a restauração de cidades como Leão, e a reconquista das cidades de Coimbra e Viseu, que antes conquistara Almançor. Seria no assédio desta última, em 1028, que uma seta acabaria com a sua vida, herdando o trono Vermudo III

### Conflitualidade entre os reinos da Galiza e Navarra
O casamento do rei de Pamplona, Sancho Garcês III com a condessa Munia Mayor de Castela propiciou, em princípios do século XI, uma importante conflitividade entre o rei galego Vermudo III e o pamplonês, pois embora Castela e os seus condes lhes rendessem vassalagem aos monarcas galegos de Leão, o matrimônio de Sancho com Munia Mayor semelhava legitimá-lo para demandar soberania, ou quando menos para intervir de fato nesse território oriental sito entre os rios Araduei e Pisuerga, em Castela, já nos confins da Galiza do século XI.
O fato de Sancho Garcês ser tão ligado a Castela propiciou que na documentação figurasse com um domínio régio sobre Castela, sem por isso questionar a superioridade de Vermudo, aludindo a ele como imperator dommus Veremudus in Galleécia", ou seja, "imperador Dom Vermudo na Galiza". No entanto, tudo isto supunha uma situação indiscutivelmente ambígua e propensa ao litígio.
As complicadas relações entre ambos os reinos pareciam chegar a uma efémera trégua com o casamento da irmã de Vermudo, Sancha com o conde García Sánchez de Castela, cunhado de Sancho Garcês, casamento que se viria celebrar em 1029, mais dias antes das núpcias o castelhano foi assassinado em Leão pela casa de Vela, oponentes a qualquer enlace que significara o achegamento entre a monarquia galega e os condes castelhanos.

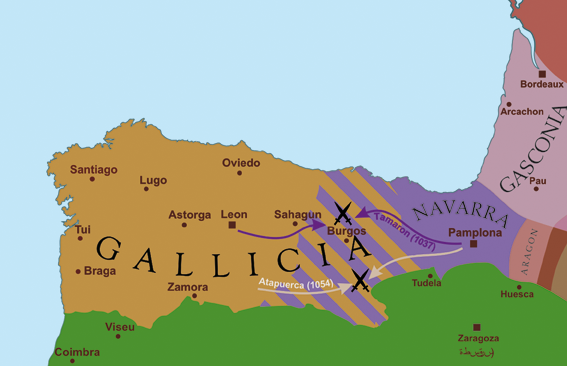
Mapa da disputa territorial por Castela entre os monarcas da Galiza e Navarra, em princípios do século XI

À morte de Garcia Sánchez, a sua irmã Munia Mayor assumiu o total controlo do condado de Castela, e fez com que Sancho Garcês iniciasse então a intervenção em Castela, assumindo o título sobre essa zona. Assim, em 1034, o navarro chegou a se apresentar na cidade de Leão como rei, obrigando Vermudo a se retirar aos territórios da atual Galiza, onde contava com sólidos apoios, mas retornou ao ano seguinte mantendo a dignidade régia sobre a capital galaica.
Em 1032, Vermudo, num derradeiro esforço diplomático, casa a sua irmã Sancha filiam Adefonsi Galliciensis regis (filha de Afonso, rei da Galiza) com Fernando Sánchez, segundo filho de Sancho Garcês III, e futuro Fernando I.

### Séculos centrais

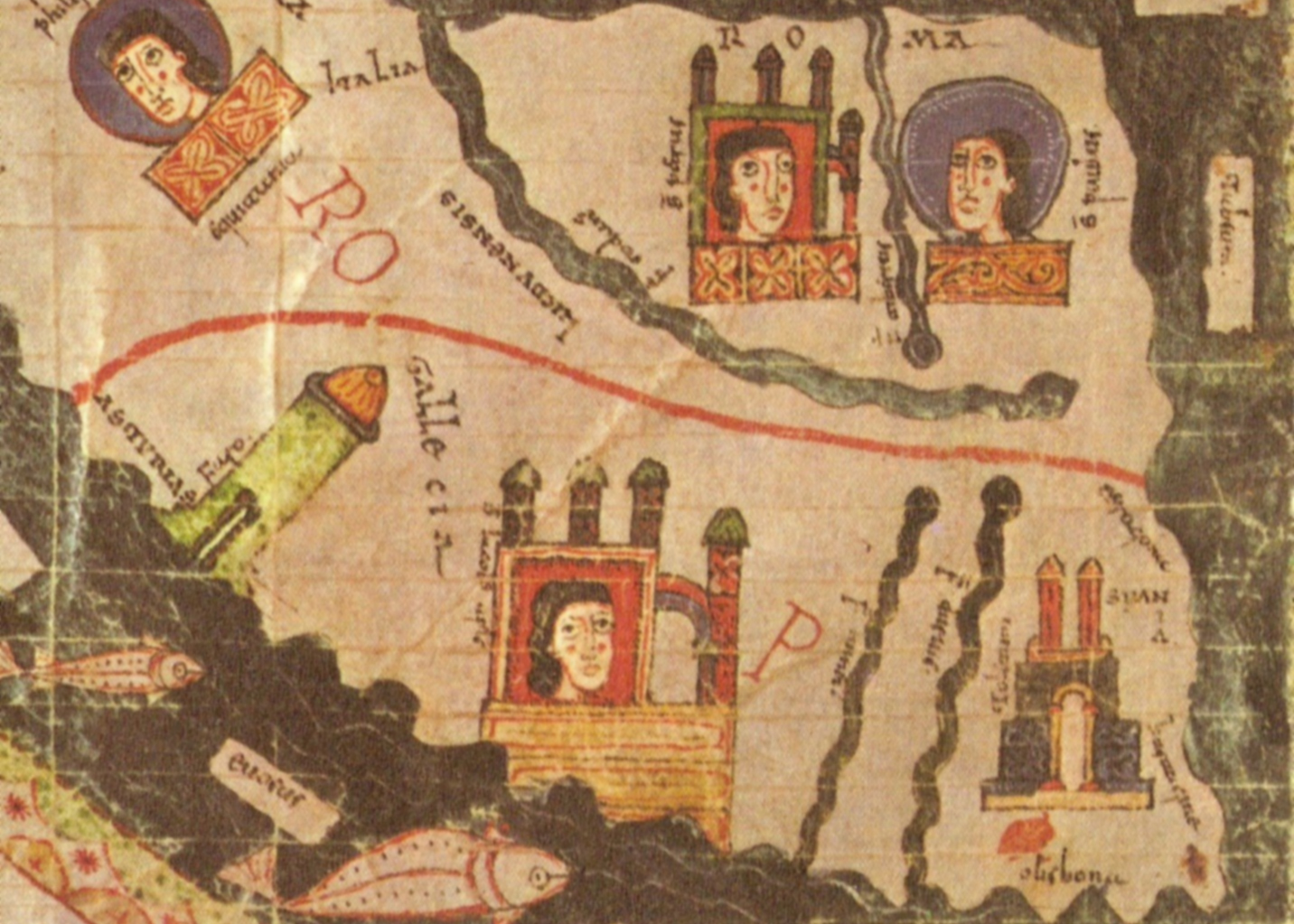
Mapa-múndi do Beato de Burgo de Osma. Na Península Ibérica aprecia-se na metade sul o nome "Span" (Hispânia), em todo o norte-noroeste o nome "Galleecia" e na sua faixa costeira norte "Astúrias". Catedral de Burgo de Osma. Ano 1086

Com a morte de Vermudo III, o trono da Galiza recaiu na irmã Sancha que por direito sucessório herdava todo o reino, conseguindo o seu marido navarro, Fernando, ser coroado como rei consorte da Galiza, governando desde Leão. Conseguiriam ambos os dois manter o território herdado e mesmo ampliá-lo, recuperando algumas cidades perdidas como a importante Coimbra, sob o governo do moçárabe D. Sesnando.
A morte do rei Fernando I, em 1065, representou um novo conflito interno no qual, sem um herdeiro único, os três irmãos maiores passaram a governar os territórios nos que conseguiram estabelecer relações, embora parte da historiografia considere tal fato como uma repartição já predisposta por Fernando I antes da sua morte, a titulação de Sancha como rainha ainda, e a ausência de qualquer documento de repartição feito por Fernando I ou Sancha, leva a pensar que não existiu tal repartição. Anos mais tarde, cada um dos três filhos aparece governando diferentes territórios na qualidade de reis, assim o maior, Sancho domina as terras orientais, Castela grosso modo, Afonso a capital, Leão e as suas terras próximas, bem como Astúrias, e o terceiro, Garcia, herda as terras de Coimbra até o cabo Ortegal. Isto teria por consequência a fragmentação do reino da Galiza, se bem que o termo "Galiza" continuaria sendo empregue para estas terras.
Garcia restaurou as sedes de Tui e Braga e venceu vários conatos de anexação, mas finalmente foi deposto pelos seus irmãos Sancho II de Castela e Afonso VI de Leão em 1071, e recluído como prisioneiro num castelo até a sua morte. Os irmãos de Garcia assinariam já em 1071 com o título de reis da Galiza na documentação galega do momento. Garcia faleceria em março de 1090 encarcerado num castelo leonês, sendo-lhe sempre reconhecida a dignidade real. A Galiza passou a ser governada por Raimundo de Borgonha, casado com a filha de Afonso VI de Leão, dona Urraca -totius Galleecia imperatrix- (governante de toda Galiza).
A nova situação não se alcançou sem resistências. Alguns sustêm que o conde Rodrigo Ovéquiz encabeçou uma rebelião que tardou vários anos em ser sufocada. Igualmente, o bispo de Santiago Diego Páez foi deposto no Concílio de Husillos (1088); entre os motivos de tal deposição tem-se citado um suposta tentativa de concertar um acordo com Guilherme, o Conquistador.
Após a morte de Dom Garcia na prisão, em 1096 Afonso VI partilhou o território em dois condados, um correspondente às atuais terras galegas e o outro às portuguesas, que doou a Henrique de Borgonha, pai do primeiro rei de Portugal Afonso Henriques.
A morte de Sancho não implicou o fim das disputas. Seu filho maior, Garcia Sánchez III, herdava o trono de Pamplona e seguia a empregar o título sobre Castela; pela sua parte, o seu irmão menor Fernando, casado com Sancha, herdou o condado de Castela bem como a formal vassalagem feudal a Leão, e ao seu cunhado, Vermudo III. Contudo, a legitimidade de ambos os reinos sobre Castela parecia estar aberta tanto a Pamplona quanto a Leão, e assim em 1037 os dois irmãos navarros, Garcia e Fernando Sánchez, apresentam batalha a Vermudo III, onde faleceu presumivelmente liderando a carga de cavalaria.

### O nascimento do reino de Portugal

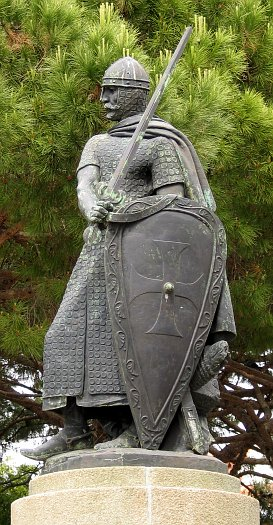
Estátua de Afonso Henriques no Castelo de São Jorge em Lisboa, réplica da original, feita por Soares dos Reis, que se encontra em Guimarães

Em 1091, a princesa Urraca, filha do rei Afonso VI, casava com Raimundo de Borgonha, filho de Guilherme I de Borgonha, que assistira como cruzado para lutar contra os almorávidas. As vitórias militares do borgonhês, e a altura das suas relações familiares na Europa propiciaram a conveniência do enlace matrimonial, ao que Afonso VI outorgou um importante dote, o governo das terras galegas, desde o cabo Ortegal até Coimbra, com o título de condes tanto a Raimundo como a Urraca. Dois anos mais tarde, em 1093, outro cruzado francês Henrique de Borgonha, neto do duque Roberto I, tomava a mão da filha menor de Afonso VI, Teresa de Leão, recebendo o governo do condado de Portucale e Coimbra, fundado o de Portucale em 868 pelo nobre galego Vímara Peres, e que compreendia as terras situadas entre o Minho e Douro. Arrumava-se, assim, uma complexa rede de relações feudais, por um lado o rei Afonso VI, que governava toda a Galiza e Toledo, recebia vassalagem feudal de Raimundo e Urraca que governavam as terras galegas de Ortegal até Coimbra, estes à sua vez recebiam-na de Teresa e Henrique de Borgonha.
As constantes derrotas sofridas às mãos dos almorávidas e o descontamento crescente do rei com a política administrativa do seu genro Raimundo de Borgonha, levaram Afonso VI a privar Urraca e Raimundo de Borgonha dos direitos feudais que possuíam sobre Portugal, equiparando o domínio destes ao de Henrique e Teresa. Assim, embora o Condado Portucalense continuasse como parte integral da Galiza, parava na prática de render vassalagem a Raimundo de Borgonha e Urraca, para prestar vassalagem diretamente ao rei de Leão, Afonso VI, provocando certo descontentamento entre a nobreza galega a norte do rio Minho.
Com a morte de Henrique de Borgonha em 1112, sucede-lhe a viúva, D. Teresa, no governo dos dois condados durante a menoridade de seu filho Afonso Henriques. Desenhavam-se então duas tendências, uma de achegamento à politica galega e do seu novo rei, Afonso Raimundes, outra de manutenção de um forte poder condal com aspirações à proclamação real do herdeiro condal. A ascensão de Compostela à condição metropolitana em detrimento da histórica Braga e a viragem política de D. Teresa a norte do Minho, materializada na sua ligação ao nobre galego Fernán Pérez de Trava, agente de aliado do rei Afonso VII de Leão e Castela, precipitariam os acontecimentos no condado de Portugal. O arcebispo de Braga — privado das relíquias de São Frutuoso pelo mesmo Gelmírez em 1102 — e os grandes aristocratas portugueses — interessados em adquirir maior poder territorial — foram os principais valedores das pretensões reais de Afonso Henriques. Ante tal situação, o rei Afonso VII avança sobre Portugal, sitia-o em Guimarães e exige um juramento de vassalagem, finalmente comunicada por Egas Moniz
Meses mais tarde, perante ao incumprimento de Afonso Henriques, as tropas de D. Teresa e Fernán Pérez de Trava penetram em Portugal e trava-se a batalha de São Mamede (1128), na qual D. Afonso Henriques e as tropas portucalenses triunfam. A morte de D. Teresa (1130) e a batalha de Ourique (1139) consolidam enfim o poder de Afonso Henriques e a independência efectiva do reino de Portugal (1139).
Tendo formado parte do território da Galécia desde o Império Romano e tendo albergado mesmo a capital do reino (Braga) durante muito tempo, o novo reino desenvolveria, doravante, o seu próprio perfil político, precisamente na medida em que se diferenciava da monarquia galego-leonesa, cujas cabeças reitoras radicavam em Leão e Compostela.

### A Era Compostelana
| “ | Os aragoneses entregam o castelo à rainha. O!, quanta e que excelente glória militar proporcionou aos galegos aquele dia em que o Batalhador aragonês se retirou ante eles!. Mas muito mas excelente e alegre foi quando a corajosa força da Galiza protegeu Castela e os seus cavaleiros do ataque dos inimigos e obrigou a entregar o castelo do aragonês. O vergonha!, os castelhanos precisam forças alheias e são protegidos pela audácia dos galegos!. Que será desses cobardes cavaleiros quando se marche o exército da Galiza, o seu escudo e proteção?. | ” |

Em 1111 a nobreza galega, encabeçada pelo Conde de Trava e Diego Gelmírez, coroa em Santiago de Compostela o filho de Urraca e Raimundo, Afonso Raimúndez, como rei. As razões eram o temor de que o novo matrimônio entre Urraca e Afonso de Aragão tivesse descendência, algo que viria coutar os seus projetos políticos e, assim mesmo, os direitos do futuro "Imperador", como legítimo sucessor de Afonso VI. Sustinha o novo rei a força militar do bispo compostelano e a do conde Pedro Froilaz de Trava, que fora o seu protetor e tutor durante toda a sua infância. O sentido da coroação foi preservar o direitos do filho de Dom Raimundo de Borgonha sobre o reino da Galiza, num momento em que Urraca, já viúva, entregava de fato Castela e Leão ao seu novo homem Afonso I de Aragão e Navarra, "o Batalhador". Na realidade, a cerimônia compostelana teve muito mais, num primeiro momento, de simbólica que de efetiva e, de fato, até a maioridade de Afonso VII, e a morte da sua mãe, todo o conjunto norte-ocidental viria viver uma etapa de convulsão com frequentes alianças e contra-alianças entre mãe e filho e ainda entre esta e o seu esposo aragonês, com Diego Gelmírez sempre presente nelas.
Neste clima de guerra e aproveitando que Calisto II, tio do rei da Galiza, chega ao Papado, Gelmírez consegue o arcebispado para Santiago de Compostela (1120). As pretensões do bispo eram que Compostela fosse reconhecida como igreja metropolitana da Galiza, contra os direitos tradicionais de ostentava Braga desde os tempos de São Martinho de Dume. Calisto II não aceita e decide criar uma nova jurisdição, que representava uma anomalia no poderio eclesiástico peninsular e que, além disso, exercia o seu poder não sobre os territórios galegos em que estava localizada geograficamente, mas na antiga jurisdição de Mérida (Estremadura atual e terras a sul do rio Douro).
Braga ficava assim rodeada pela jurisdição de Compostela e, perante este perigo, torna-se o centro do movimento independentista do Condado de Portugal. Em 1128 o líder da nobreza galega Fernão Peres de Trava e Teresa de Portugal que despregavam um poder autônomo no espaço galaico-português são vencidos pelo filho da última, Afonso Henriques. Este seria o gérmen do futuro reino português separado da Galiza e Leão.
À sua morte, Afonso VII dividiu os seus reinos (1156), cedendo Galiza e Leão a Fernando II.
Fernando II fez uma política de concessão de cartas-póvoas, que já iniciara o seu pai, e fundou, entre outras, as vilas de Padrão, Ribadavia, Noia e Pontevedra; também deu um pulo fundamental à catedral de Santiago de Compostela. Seu filho Afonso IX manteve a mesma política fundando ao longo da costa, Betanzos, Corunha, Baiona, Ferrol e Neda. Estas vilas de realengo implicaram uma revolução social porque, por um lado, inauguram a diversificação econômica, rasgando com a autarquia dos séculos anteriores e facilitando o desenvolvimento das atividades pesqueiras e pré-industriais orientadas à elaboração de matérias primas, peixe salgado sobretudo, comercializado através dos portos, pelo outro lado, servem para consolidar socialmente uma série de "linhagens" ou "casas" que têm na sua origem aos segundos da grande nobreza e à fidalguia local, que se repartem os cargos municipais e administrativos (prefeitos, regedores, juízes, meirinho). Cria-se assim uma protoburguesia no reino que mesmo chega a introduzir nos mosteiros rurais os seus membros: priores de nome e fidalgos de vocação, mais preocupados pelos interesses das suas casas que pelos ideais monásticos. É uma política de fortalecimento do elemento urbano frente à grande nobreza.
Também se produz, ao longo deste século, um rápido crescimento populacional que, no meio rural, se traduz em mais braços para trabalharem a terra e, como consequência, abrem-se novos espaços e colonizam-se e aram-se terras virgens sob a direção dos grandes mosteiros. Isto, unido à melhora dos aparelhos de lavoura e ao aperfeiçoamento dos sistemas de cultivo, gera um aumento da produtividade que repercutiria no nível de vida. A repartição dessa maior produtividade entre os camponeses e os senhores realiza-se mediante o estabelecimento dos foros.
As transformações econômicas e sociais acarretam câmbios profundos na mentalidade e inicia-se, nas vilas, uma renovação religiosa de mão das ordens mendicantes, sobretudo dos franciscanos, que trazem germes de reformas sociais.
Com estes monarcas o centro vital dos reinos é Compostela, onde reside a corte galega, e o seu esplendor ficou perpetuado pelo Mestre Mateus no granito da Catedral e, sobretudo, no Pórtico da Glória e nas Pratarias. Da prosperidade do reino dão fé também as inumeráveis construções românicas que ainda existem na Galiza. A outro nível menos visível, a cultura galega reflete-se na criação literária, que ficou plasmada na redação da História Compostelana e do Códice Calixtino.
Afonso VIII deu em herança os reinos da Galiza e Leão às filhas que tivera com Teresa de Portugal: Dona Sancha e Dona Aldonça.

### O fim da monarquia galego-leonesa

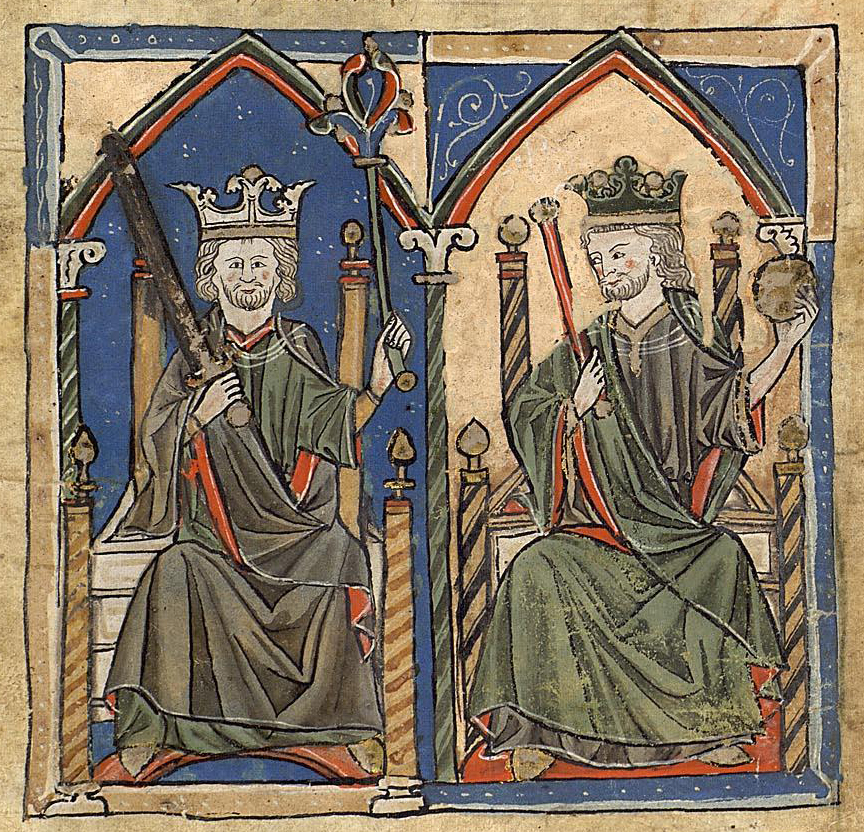
Iluminuras medievais de Fernando II e Afonso VIII. Derradeiros reis da Galiza e Leão. Tumbo de Toxosoutos. s.XIII

Até começos o século XIII, os reinos peninsulares anexavam-se mediante o casamento ou a herança sob a pessoa de um rei. Finado ou deposto o rei, estes eram partilhados entre os herdeiros, a fim de garantirem a sua independência. No caso dos monarcas galegos, o direito de herança era indistinto para homens e para mulheres.
Afonso IX de Leão casara duas vezes. Do seu primeiro matrimônio com Teresa de Portugal teve duas filhas, Sancha e Aldonça. O seu segundo casamento foi com Berengária de Castela, da qual teve quatro filhos: Fernando, Afonso, Constança e Berenguela. Para manter a independência dos reinos da Galiza e Leão, Afonso VIII no seu testamento aplicou o direito galego de herança, que igualava na sucessão homens e mulheres, deixando Aldonça como futura rainha da Galiza e Sancha como futura rainha de Leão. Contudo, Fernando, primogênito do seu segundo casamento, já era rei de Castela pela renúncia ao trono da sua mãe Berenguela, e visava espalhar a sua autoridade régia não somente em Castela, mas também na Galiza e em Leão. Assim, Aldonça e Sancha contaram com o apoio da nobreza e da igreja galega, salvo os bispos de Lugo e Mondoñedo.
Porém, o reino de Leão, mais ligado a Castela geograficamente e culturalmente, preferiu a união política com esta. Berenguela, mãe de Fernando de Castela, conseguiu o apoio de Sancho II de Portugal para impedir que Galiza e Leão se tornassem novamente em reinos independentes, e ambos pressionaram Teresa de Portugal, primeira mulher de Afonso VII para forçar Aldonça e Sancha a renunciar ao seu direito de herança. Finalmente, as infantas renunciaram e Fernando III conseguiu o trono da Galiza e Leão que, ainda que conservasse o seu título de Reino, passavam a ser governadas desde Castela.

### Galiza e a Coroa de Castela
A imposição de Fernando III como herdeiro sobre os reinos da Galiza e Leão, implicou o começo de uma etapa de decadência e uma negativa evolução dos interesses gerais do reino, sendo a nobreza condal galega e os concelhos dos burgos galegos os grandes prejudicados. Apartados do alto nível das decisões de uma Corte radicada em Castela, a Galiza passava de núcleo a periferia de uma coroa governada por castelhanos.
Contudo, a associação política da coroa castelhana (Castela-Toledo) e a leonesa (Galiza-Leão) seguia a ser na pessoa do rei pois ambas as coroas mantinham as suas peculiaridades institucionais, assim na Galiza-Leão manteve-se como código legal o Liber Iudicium -ao contrário do que aconteceu na Coroa de Castela-, mesmo quando os assuntos eram julgados pela Corte, estes eram despachados de acordo com o código vigente em cada coroa.
Com o reinado de Fernando III (1230-1254) o centro de poder político do reino da Galiza traslada-se a Castela, a corte real abandona Compostela e inicia-se uma política de tendência centralizadora. A Galiza continua a ser monolingue e toda a sua documentação pública era redigida em galego, embora a partir de agora os documentos que chegassem da Corte viriam já redigidos em castelhano. A política centralizadora de Fernando III mantem-se durante o reinado do seu filho Afonso X, que introduziu pela primeira vez um representante judiciário do Reino no governo de Compostela, e pouco mais tarde entregará a sé compostelana a um arcebispo de Valladolid, começando um processo que terminará por trocar os bispos galegos por funcionários públicos de Castela.
Porém, apesar deste fato, ao longo de todo o período medieval e até a chegada ao poder dos Reis Católicos, os nobres galegos seguiram a viver num estado de prática semi-independência a respeito da coroa castelhana.

### Apoio de Fernando I de Portugal à causa galega
A morte de Pedro I em 1369 implicou o triunfo aristocrático em Castela, onde foi coroado Henrique de Trastâmara, candidato senhorial; contudo, a maior parte dos nobres galegos não o reconheceram como tal e com o beneplácito dos municípios do reino demandaram como rei a Fernando I de Portugal em 1369, assegurando-lhe os seus partidários galegos que levamtariam voz por elle (...) e que lhe daríam as villas e o reçeberiam por senhor, fazémdolhe dellas menagem.
Acompanhado desde Portugal por importantes partidários nobres da causa legitimista, significados representantes da nobreza galega, entre eles Fernão Pérez de Castro (conde de Trastâmara), o cavaleiro e senhor de Salvaterra, Álvaro Pires de Castro e Nuno Freire de Andrade (mestre da ordem portuguesa de Cristo). À sua entrada no reino da Galiza foi aclamado nas cidades.
As medidas de governo de Fernando I passaram pela restauração das praças-fortes de Tui e Baiona entre outras, a libertação do tráfego comercial entre a Galiza e Portugal bem como o abastecimento de cereal e vinho por via marítima às populações galegas mermadas pela guerra. Realizou igualmente disposições em matéria monetária para o que mandou fazer moeda de seus sinais d´ouro e prata, asii (...) na Crunha e em Tuy, testemunhando as Cortes de Lisboa de 1371 a validez das moedas indistintamente no reino da Galiza como no de Portugal.
Contudo, a presença do monarca português no reino foi curta. Henrique de Trastâmara, assistido pelos mercenários das Companhias Brancas organizou uma contra-ofensiva que obrigaria a Fernando I a retornar a Portugal, ficando assim com o governo da Galiza até a chegada do Duque de Lencastre.

### O duque de Lencastre, rei da Galiza
Apenas dois anos após Fernando I de Portugal renunciar às suas pretensões no Reino da Galiza, e poucos anos depois da ocupação de Tui por Diego Sarmento em nome do futuro rei Henrique de Trastâmara, mantendo-se ainda a Corunha fiel a Portugal, João Fernandes de Andeiro culminava as gestões com a Inglaterra. Assinava-se em 10 de julho de 1372 um tratado pelo qual Constança, filha do rei Pedro I, assassinado por Henrique de Trastâmara, reclamava o seu direito legítimo como sucessora deste.
Assim, o marido de Constança, João de Gante, duque de Lencastre e filho do rei Eduardo III de Inglaterra, adotou os títulos reais da sua esposa (da Galiza, Leão, Castela, etc.) dispondo-se a fazê-los efetivos.
A primeira tentativa frustrou-se quando a sua expedição teve de se desviar, no Poitou, para a cidade de Thouars, urgida pela Guerra dos Cem Anos na França. Em 1386, apoiado pela bula papal de Urbano IV que concedia o direito à Coroa de Castela, desembarcou na Pescadaria da Corunha, mas sem afrontar o assalto da cidade murada. Foram estabelecidas então capitulações, segundo as quais a cidade abrir-lhe-ia as portas se antes era recebido em Santiago. Assim aconteceu, e conseguiu, sem quase resistência militar, dominar o reino. Acompanhado pela sua esposa e filhas, assentou a sua Corte em Compostela. Dirigiu as suas operações para Pontevedra, Vigo, Baiona, Betanzos, Ribadavia, Ourense e Ferrol. Em Ourense as suas tropas assaltaram a cidade e fizeram retirar as tropas trastamaristas, enquanto Ferrol era tomado pelo rei de Portugal João I, aliado do duque de Lencastre. No caso de Ribadavia, a cidade resistiu, e o próprio Thomas Persey dirigiu um assédio de dias sobre a vila, que acabou sendo tomada.
Após estas ações militares, praticamente toda a Galiza ficava em poder do duque, concretamente após que ele e o rei português ficassem com o domínio de Ferrol, assim, a crônica escrita por Jean Froissart relata: avoient mis en leur obeissance tout le roiaulme de Gallice.
Porém, a evolução dos acontecimentos militares foi determinada por uma epidemia de peste que dizimou as tropas inglesas em chão galego. Isto forçou o duque de Lencastre a negociar uma saída com Henrique de Trastâmara. Os acordos da paz, assinada em 1388 estipulavam a renúncia às pretensões régias de João de Gante e da sua esposa Constança em troca de uma crescida indenização e do casamento entre o herdeiro castelhano, Henrique III, e a filha do duque, Catarina de Lencastre.
A retirada final dos ingleses fechava as tentativas desenvolvidos pelos concelhos e a alta nobreza galega para alcançar um espaço não compartilhado com Castela e orientar a Galiza para Portugal e para o Atlântico; contudo, não seria a derradeira vez que isto ocorreria.

### As guerras irmandinhas
Durante as revoltas dos irmandinhos estes governaram o Reino da Galiza mediante Juntas que decretaram o derrubamento dos castelos e fortificações, exerceram justiça e recrutaram exércitos. O poder irmandinho durou dois anos até que a nobreza galega opositora recuperou o poder (1469), ajudada pela coroa castelhana. Os Reis Católicos propuseram-se disciplinar o reino e consolidar o seu domínio de jeito definitivo. Após o descabeçamento da nobreza mais levantisca (Pardo de Cela decapitado a norte, Pedro Madruga assassinado a sul, e o conde de Lemos coutado a leste), o reino da Galiza ficou sob comando de um Governador quem presidia a Real Audiência do Reino, que era designado pelos reis de Castela e Aragão dentre a nobreza forânea.

### Resistência dos nobres galegos aos Reis Católicos
| “ | Pero en lo que el arzobispo hizo mucho servicio al rey fue que contra voluntad de todo aquel reino, estando todos en resistencia, recibió la hermandad en Santiago; y en un día la hizo recibir y pregonar desde el Miño hasta la mar, que fue hacer al rey y a la reina señores de aquel reino; y recibió sus gobernadores, habiendo pasado por el estado del conde de Lemos y por todos los otros sin haberlos recibido. | ” |

A nova concepção monárquica conduzida pelos Reis Católicos, o chamado “Estado Moderno”, foi auspiciada na Galiza pelo episcopado (em primeiro lugar pelo arcebispo Afonso Fonseca), bem como por alguns nobres forâneos, particularmente os Pimentel, condes de Benavente, diretamente ligados à monarquia. Contudo, esta nova concepção teve por resultado o choque frontal com os condes galegos. São destacáveis as rebeldias de Pedro Álvarez, conde de Soutomaior (Pedro Madruga), do marechal Pardo de Cela, e dos sucessivos condes de Lemos, Pero Álvarez Osorio e Rodrigo Henríquez de Castro.
Todos eles compartilhavam uma forte oposição militar ao projeto político dos Reis Católicos, projeto que repercutia consideravelmente em estes nobres e, portanto, nos seus parceiros nobiliários e eclesiásticos no país. Este fator dotou-os de suficiente unidade para serem considerados então (também desde fora) uma ação representativa do Reino da Galiza, como entidade autônoma e resistente frente ao autoritarismo monárquico, dada a carência de protagonismo galego neste projeto, hegemonizado pela oligarquia aristocrática castelhana-andaluza e com uma participação muito restringida de elementos galegos do mesmo estamento. A resistência exercida por estes nobres foi adotada por muitos como um caráter inato do reino e das suas gentes. O cronista aragonês Jerónimo Zurita descreveu aquela situação assim:
| “ | En aquel tiempo se comenzó a domar aquella tierra de Galicia, porque no sólo los señores y caballeros della pero todas las gentes de aquella nación eran unos contra otros muy arriscados y guerreros | ” |

A resistência de Pedro Álvarez de Soutomaior ofereceu a maior claridade de motivos políticos e de objetivos, e foi também a de maior envergadura. O confronto do conde contra o arcebispo de Santiago, Afonso de Fonseca II, juntou-se, por extensão, à oposição frontal contra a monarquia de Isabel a Católica. Na guerra de sucessão que segue à morte de Henrique IV apoia a sua filha, Joana (desposada com Afonso V de Portugal) e, portanto, a opção portuguesa frente à aragonesa de Isabel. No decurso da guerra sucessória entre Joana e Isabel, os contendentes estiveram a ponto de alcançar um comprometimento que incluiria a incorporação do reino da Galiza à coroa portuguesa. A vitória militar de Isabel e a subsequente paz de Alcaçobas de Castela com Portugal em 1479, seguidas do exílio do conde de Soutomaior a Portugal (onde foi recompensado com o título de Conde de Caminha) e a sua suspeitosa morte pouco depois, significaram o insucesso das inclinações portuguesistas e atlânticas da Galiza.
Anos depois, em 17 de dezembro de 1483 era executado o marechal Pero Pardo de Cela em Mondoñedo, cumprindo-se sentença pelo Governador dos Reis Católicos na Galiza, Fernando de Acunha. Semelhante final, colofão de uma longa e desproporcionada resistência no cerco do seu castelo da Frouseira e a queda por traição, conferiram dramatismo ao caso, tornando-o tema idôneo para a literatura. Já no mesmo momento do trágico desenlace foi composto um “Pranto da Frouseira”, mitificação imediata da sua figura;
| “ | De mîn a triste Frouseyra, que por treyçon foy vendida, derribada na ribeyra, que jamais se veu vencida. Por treyçon também vindido Jesus nosso redentor, e por aqueestes tredores, Mas Pardo meu senhor. | ” |

O capítulo de Pardo de Cela é incluído na sequência de resistência contra o Estado Moderno e explica a dureza e exemplaridade do castigo, que seria excessivo para uma simples rebeldia sem maior transcendência política, e que despertaria temor em toda a nobreza galega. Em meados dos anos sessenta, quando a luta entre o monarca e os senhores alcançou a máxima tensão, o marechal encontrava-se no cargo de prefeito da vila de Viveiro, nomeado pelo procurador do Concelho, no que se juntam o legitimismo monárquico e o movimento emancipador urbano. Pardo de Cela estava portanto situado no mesmo bando que surgiriam os Irmandinhos.
Um ano depois, em 1465, colaborava na supressão do senhorio de João de Viveiro sobre essa vila como membro do concelho e em nome de Henrique IV. Uma vez vencidas as irmandades, o choque de Pardo de Cela com membros relevantes da igreja mindoniense e, por fim, com os Reis Católicos, era continuação lógica, já a nível particular, daqueles alinhamentos anteriores, pois a crescente hegemonia eclesiástica e o forte intervencionismo monárquico nos concelhos, fenômenos próprios do Estado moderno, erodiam as bases da sua posição social e política.
Finalmente, entre 1483 e 1485, as respectivas rebeliões de Pero Álvarez Osorio e de Rodrigo Henríquez de Castro, sucessivos condes de Lemos chegavam ao seu fim. O primeiro falecia de morte natural, deixando pendente a resolução da discrepância; o segundo foi cercado e derrotado pelos reis de Castela e Aragão. Com esta última rebelião anulava-se toda a oposição da nobreza frente à monarquia dos reis católicos no reino da Galiza. Além disso, a derrota de Rodrigo Henríques implicou a remodelação do mapa da Galiza, deixando O Bierzo de fazer parte do condado de Lemos e consequentemente da Galiza.
Sufocada já toda a oposição no reino, em 1486 os Reis Católicos visitavam Galiza, sendo o símbolo do fim de uma época, da Idade Média na Galiza e o pleno domínio régio na Galiza, que o cronista Jerónimo Zurita chamaria “domar aquella tierra de Galicia”.
O reino entrou em outra fase, pontuada pela extinção política dos setores sociais capazes de conduzir uma dinâmica própria, tornado num território periférico da monarquia hispânica. Supeditado a instituições alheias, introduziram-se organismos novos desde fora (audiência, santa irmandade, governadores, corregedores, inquisição, congregação monástica de Valladolid, etc.), nutridos maiormente com funcionários públicos estrangeiros e contando com o apoio dos setores autóctones intermediários e subalternos.

### A perda e recuperação do voto do Reino da Galiza nas Cortes de Castela

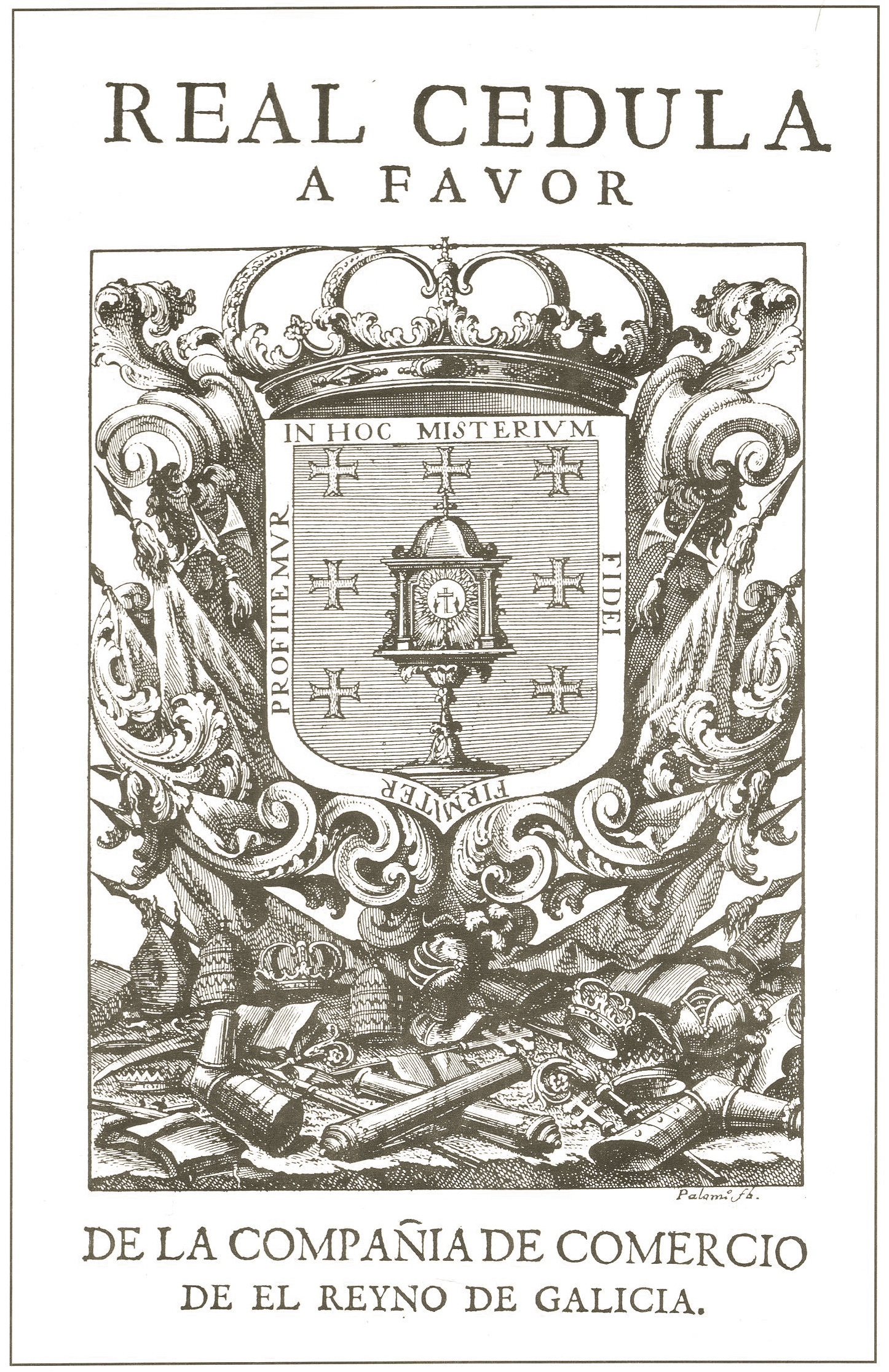
Capa da cédula de licença de comércio em favor da Real Companhia da Galiza. Arquivo Histórico Provincial de Lugo, 1734

A partir do reinado de João II de Castela, o Reino da Galiza para de ser chamado às Cortes e, por volta de 1476, Zamora foi a cidade encarregue de falar no seu nome na assembleia da Coroa de Castela. No entanto, desde 1518, as cidades e vilas galegas começaram a se mobilizar para recuperar o seu voto legítimo nas Cortes, contradizendo os dirigentes galegos a potestade de Zamora de falar no nome do Reino da Galiza.
A recuperação do voto nas Cortes foi um objetivo compartilhado pelas oligarquias urbanas e os magnatas galegos. Em 1520 o arcebispo de Santiago, Alonso de Fonseca, o conde de Andrade e o de Benavente reclamaram-no durante a celebração das Cortes de Santiago sem obter resultado. Contudo, o comprometimento das elites galegas propiciou que a 4 de dezembro de 1520, nobres e prelados do reino reunidos na Assembleia de Melide, dirigida pelo arcebispo de Santiago Alonso III de Fonseca, insistiram na reclamação ao imperador no tema do voto. Porém, Carlos I recusou novamente dotar a Galiza de voto nas Cortes.
Um ano depois da negativa do imperador, as cidades galegas tomaram a iniciativa, e em 1557 uma Junta do Reino ofertou 20 000 ducados pelo voto legítimo nas Cortes. A aspiração seguiu a ser recolhida por sucessivas juntas até que em 1599 a Audiência acedeu ao desejo das sete capitais e convocou-as para tratar em exclusiva o assunto. Dois comissionados foram encarregues de fazer em Madrid as gestões pertinentes, mas as suas novas ofertas pecuniárias foram recusadas. Porém, em 1621 apareceram as circunstâncias para o sucesso da aspiração do reino galego. A Monarquia precisava a cooperação política e financeira dos seus reinos para suster o esforço bélico (fim da Trégua dos Doze Anos). A oligarquia urbana e a nobreza galega aproveitaram a ocasião e, apesar da resistência de Zamora e o afã exclusivista das demais cidades com voto nas Cortes, a Coroa sacrificou "la conveniencia política en aras de la necesidad militar" e, em 1623, o reino da Galiza recuperou o voto, depois de pagar 100 000 ducados para construir uma esquadra que defendesse as suas próprias costas. A influência de Diego Sarmiento de Acuña, Conde de Gondomar, foi decisiva para recuperar o voto, e que Filipe IV fizesse mercê de tal em 13 de outubro de 1623. A Junta de 1621, por sugestão do marquês de Cerralbo, governador do Reino, ofereceu os 100 000 ducados e, ao conceder o voto em 1623, os procuradores galegos, conde de Salvaterra e D. Antônio de Castro e Andrade, assistiram às Cortes convocadas para 18 de março desse ano. Ambos foram nomeados por Frei Antonio de Soutomaior e o conde de Gondomar, que jogaram um relevante papel na obtenção do voto. Assim, o reino recuperava um direito que durante 150 anos lhe fora despojado.

### O Reino da Galiza na Idade Moderna
A representação do reino frente da monarquia era exercida pela Junta do Reino da Galiza, composta por representantes das cidades de Santiago, Lugo, Betanzos, Corunha, Mondoñedo, Ourense e Tui. Esta instituição não foi capaz de exercer um poder nitidamente autônomo salvo durante a invasão napoleônica. No transcurso da Guerra da Independência Espanhola assumiu a soberania interior e exterior, enquanto o rei Fernando não consolidou a sua posição.
Oficialmente, a Galiza manteve-se como reino até 1833, ano em que foi divido em quatro províncias durante a regência de Maria Cristina.

## Os símbolos do reino

### O leão púrpura, emblema dos reis

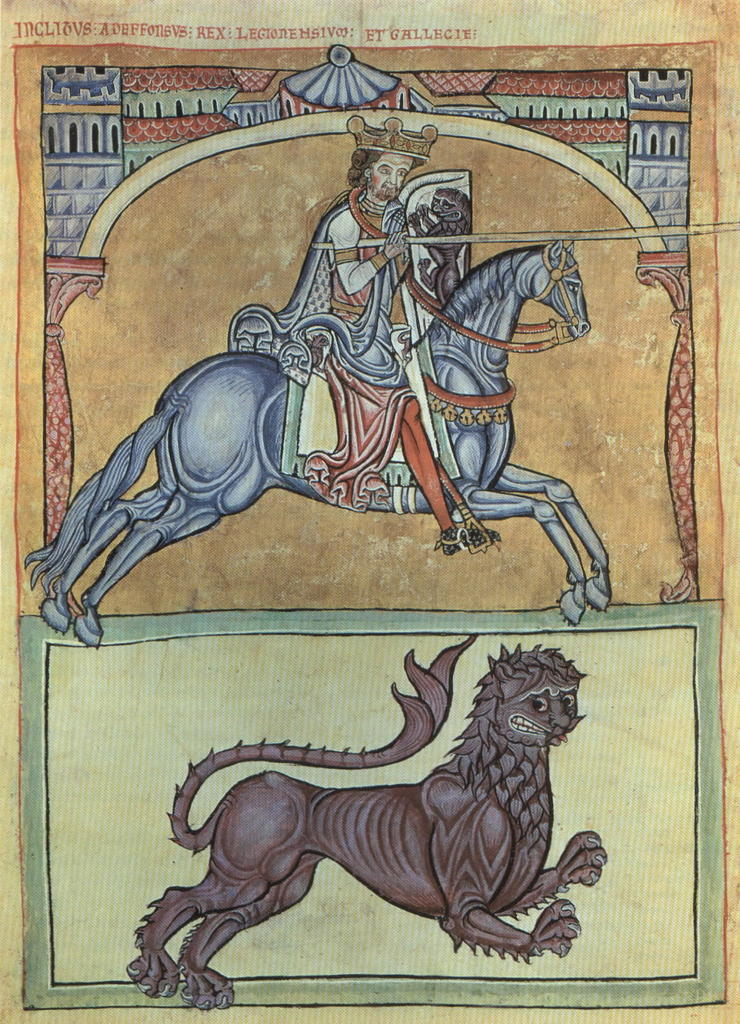
Iluminura românica de Afonso VIII, rei da Galiza e Leão. Na parte superior aprecia-se a sua titulação original, Rex Legionensium et Gallecie e na inferior o leão púrpura, símbolo da monarquia galaico-leonesa

O costume de pintar formas heráldicas nos escudos de guerra, forjou-se na Europa nos campos de batalha, não antes das décadas centrais do século XII, devido a uma confluência de circunstâncias; uma delas foi a necessidade de diferenciar o aliado e o adversário na batalha, pois a difusão do capacete com nasal ocultava parcialmente o rosto dos combatentes, mas também devido ao grande valor ornamental dos escudos no contexto da sociedade cavaleiresca.
Os primeiros sinais heráldicos seriam empregues pelos reis como distintivo pessoal, e ao pouco tempo começariam a ser empregues pelos níveis sociais superiores pertencentes à dignidade real, e finalmente terminariam representando também o território no que estes exerciam a sua jurisdição, o reino.
Um dos primeiros reis europeus em fazer uso deste sinal heráldico foi o galego Afonso VII, o Imperador, que em princípios do século XII começou a empregar o leão púrpura segundo o seu simbolismo, o leo fortis ( o forte leão que simbolizava a potência e primazia do monarca), desenvolvendo-se com o seu filho Fernando II e reafirmando-se por fim em termos propriamente heráldicos com Afonso VIII.
Este novo símbolo que fora adotado pelos seus herdeiros, monarcas da Galiza e Leão, não passou porém a representar unicamente o reino da Galiza, mas ambos os reinos, pois era em ambos que os reis exerciam o seu governo, sendo Compostela a cabeça cultural e religiosa, enquanto a cidade de Leão era a política e militar. A união pessoal que os reinos de Castela-Toledo e de Galiza-Leão começaram a manter desde o século XIII não propiciou que os reinos da Galiza e Leão parassem de compartilhar o símbolo dos seus próprios reis, assim, após a usurpação do castelhano Fernando III, o leo fortis púrpura seguirá a ser o emblema que apareça no SEYELLO DA IRMANDADE DOS REINOS DE LEON E GALICIA, e formará desde então parte do quartelado que os reis empreguem, já desde Castela.

### O Cálice, emblema do reino

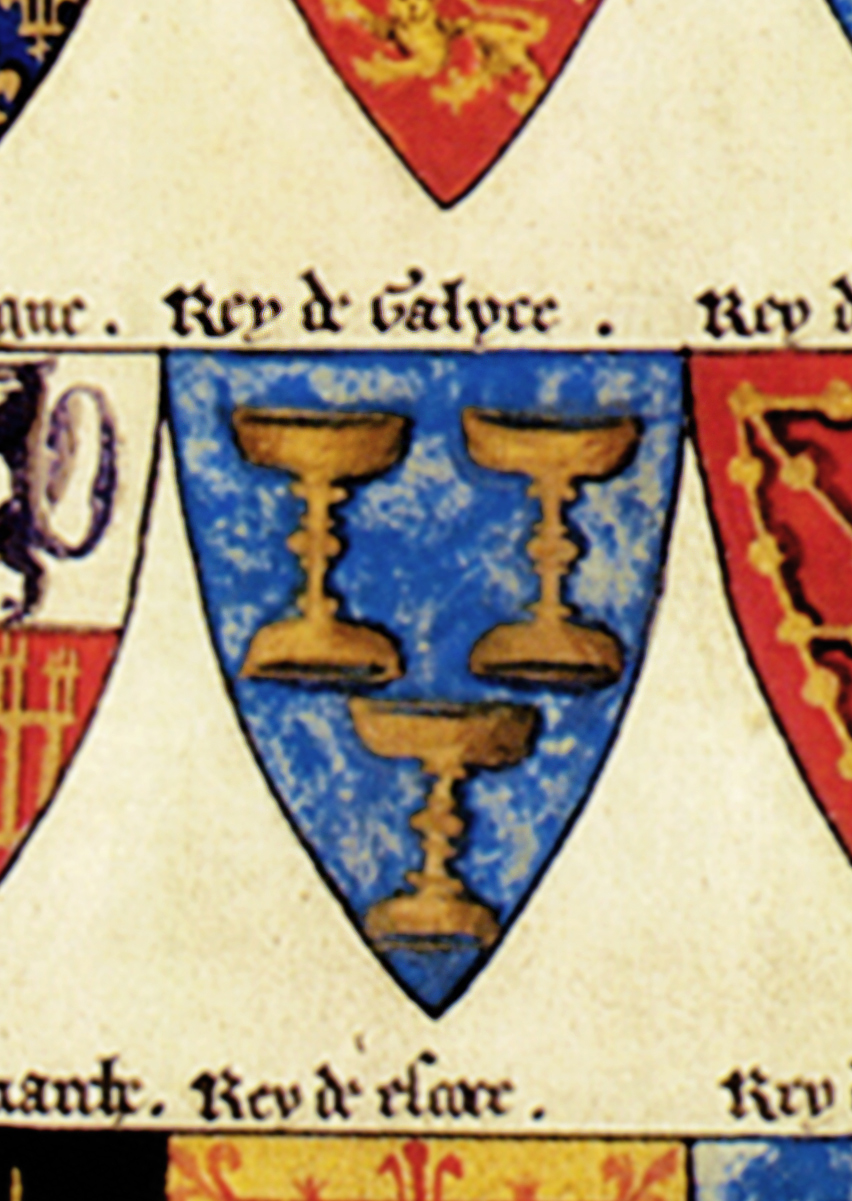
Escudo do Rei da Galiza segundo o armorial inglês Segar´s Roll, século XIII. Esta é a primeira representação do escudo, nascido da confusão entre Galice -em língua anglo-normanda o nome do país- e calice

Paralelamente ao processo de desenvolvimento e consolidação dos emblemas reais europeus, nasciam em finais do século XIII as primeiras compilações dos mesmos, os armoriais, nos quais apareciam uma relação de reinos e das respectivas armas empregues. No caso da Galiza, a antiguidade e projeção da qual durante séculos desfrutou o reino e os seus reis, implicou que a sua representação heráldica fosse ineludível em qualquer armorial à época (não assim os mais recentes reinos de Castela e Leão); contudo, a inexistência de armas exclusivas da Galiza nesse momento originou um vazio que os heraldistas salvaram assinando-lhe umas armas parlantes, ou seja, a identificação simbólica com a fonética.

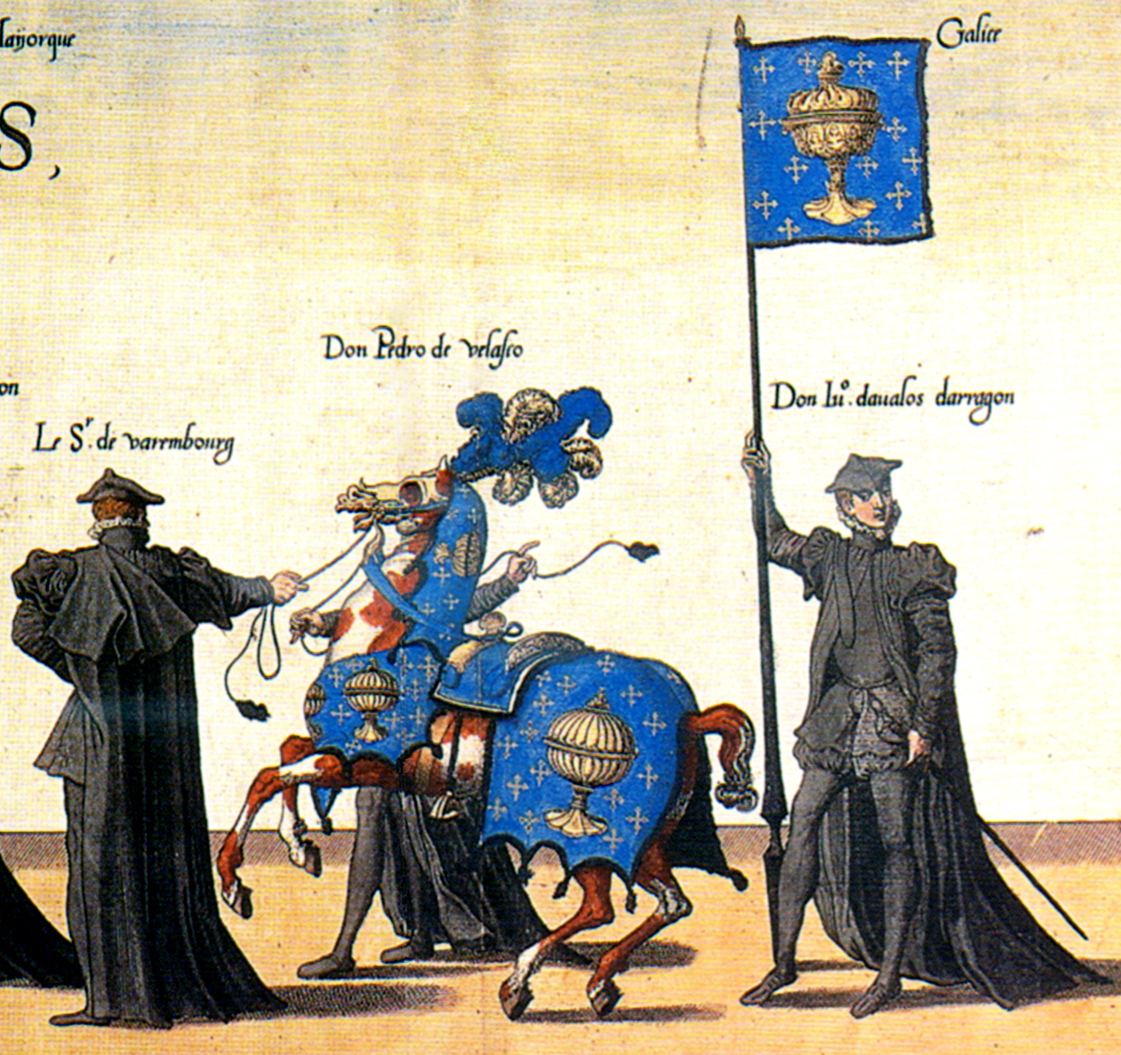
Pedaço da obra "Pompas fúnebres do imperador Carlos V" no que se representam os estandartes do Reino da Galiza. Autor: Jean e Lucas Doetecum (século XVI)

Foi o armorial inglês conhecido como Segar´s Roll, realizado em 1282, o primeiro que assinou ao rei ('roy de Galyce) e reino da Galiza um símbolo, o cálice, devido à equação fonética Galyce (Galiza) e Calice (Cálice), na língua anglo-normanda. A partir de então os diferentes armoriais europeus começaram a assinar o cálice como emblema do reino, até que em meados do século XV, este símbolo chegaria à Galiza. Conseguintemente, o antigo leão púrpura perdia o caráter representativo da antiga monarquia galaico-leonesa em favor do seu mais conhecido caráter parlante, sendo adotado em exclusiva pelo reino de Leão a partir do mesmo século.
Os séculos posteriores definiriam as armas heráldicas, cálice dourado em campo azur a princípio, ao que paulatinamente se iriam acrescentando cruzes; o cálice tornar-se-ia numa taça eucarística, mudando a cor do fundo dependendo do contexto de uso e adicionando ou remanescente o lema Hoc, hic, mysterium firmiter profitemur.

## Língua e literatura

### As línguas oficiais do reino
Do século I d.C. até ao século XII, o latim desempenhou em toda a Galécia o papel mais correspondente ao que atualmente seria "língua oficial", pois esta era a língua utilizada nos textos escritos, tanto de caráter documental como literário. Contudo, como aconteceu em outras partes conquistadas tardiamente pelo Império Romano, na Galécia antiga apenas as elites politico-religiosas que dispunham de um poder econômico puderam adotar costumes e língua romanas, enquanto que a maioria populacional galaica, eminentemente rural e afastada dos centros de poder, continuou a manter os seus costumes, religião e língua. Esta situação não deveu mudar significativamente até o século V.
Sem dados linguísticos concretos para a Galécia entre o séculos V e VIII, tudo faz supor aos autores que coexistiram várias línguas nesse momento. Por um lado, o latim, com caráter oficial, que manteria a sua condição de "língua franca" até finais da Idade Média, e por outro lado, o conjunto de línguas majoritariamente faladas pela população que presumivelmente seriam: o galaico antigo (língua pré-romana), diferentes dialetos germânicos por gente de origem sueva ou visigoda chegados no século V.
No entanto, seria o latim vulgar, falado pelas elites galaicas romanizadas, que viria evoluir para um proto-galego, impondo-se às demais línguas, e afiançando a sua posição de língua romance ou "romanço", seguramente falado pelas classes altas do reino galego desde o século X como mostra o historiador castelhano Prudéncio de Sandoval na sua obra Historia de los cinco reyes redigida em 1615, onde lembra o doorido pranto romancesco de Afonso VI pela perda do seu filho Sancho na batalha de Uclés (1108), assinando ao monarca o uso da língua galega:
| “ | (...) Los que escaparon desta ruta fueron a llevar las tristes nuevas al Rey Dom Alonso, que estava en Toledo; fuele dolorosa y amarga, porque no tenia otro hijo, lloróle como un David a Absalon; y en la lengua que era usado dice com dolor, y lagrimas que quebrava el coraçon: Ay meu fillo, Ay meu fillo, alegria de mi coraçon, et lume dos meos ollos, solaz de miña vellez; Ay meu espello, en q me soya ver, et con quen tomava moy grande prazer. Ay meu herdero mayor; Cavalheros hu me lo lejastes?; dadme meu fillo Condes!. Estas palavras dizen que dezia el Rey, y otras tales diria, que la causa del dolor era grande (...) | ” |

É na primeira metade do XIII que aparecem os primeiros documentos em língua galego-portuguesa. O mais antigo conhecido é o "Foro do Bo Burgo de Castro Caldelas" datado em Allariz no mês de abril de 1228, durante reinado de Afonso VIII de Leão e da Galiza. Foi na Chancelaria real deste mesmo rei, o derradeiro rei privativo da Galiza e Leão, que foi redigido este privilégio rodado, o que põe de relevo o uso oficial da língua galega, estendendo-se o seu uso na segunda metade desse século e generalizando-se no século XIV.
Assim, o galego foi a partir do século XIII a língua normal e "oficial" do reino da Galiza. Contudo, à morte de Afonso VIII, os reinos da Galiza e Leão são finalmente governados pelo rei de Castela, Fernando III, que já em 1250 se dirige aos compostelanos em castelhano. Afonso X, apelidado "o Sábio", poeta prolífico em galego, que reina de 1252 a 1284, consagra definitivamente o uso do castelhano como língua oficial da sua corte, utilizando em exclusiva esta língua na sua relação com as cidades e vilas do reino da Galiza.

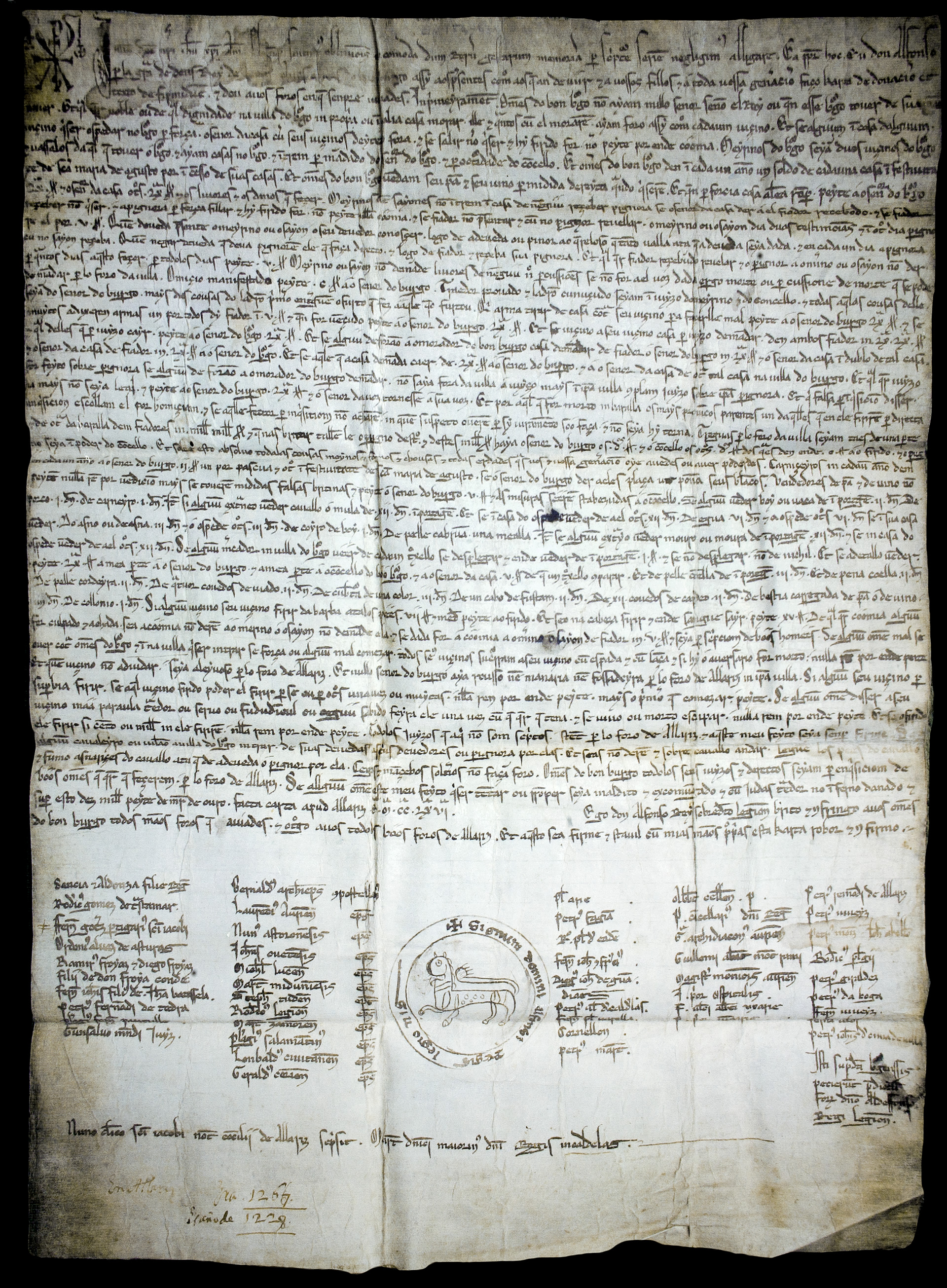
Foro do Bo Burgo de Castro Caldelas, privilégio rodado do rei Afonso VIII. Primeiro documento real em língua galega. Allariz, 1228

Os reis sucessivos consolidam o castelhano como língua para todos os usos dos seus reinos, inclusive para as relações com a Igreja, o que provoca que ainda sendo praticamente unilíngues em galego os documentos originários do reino da Galiza, comecem a chegar pouco a pouco documentos em castelhano emanados diretamente da Chancelaria Real em Castela, embora a sua presença fosse mínima em relação ao galego até séculos depois.
Também se constata que a Igreja começa a fazer uso público do galego no reino da Galiza a inícios do XIV, generalizando-o durante a segunda metade do mesmo tanto em assuntos internos quanto na relação com outras instituições ou com particulares; apesar da forte presença do latim na vida da Igreja, registra-se o uso do galego em numerosas atas dos Sínodos das dioceses de Mondoñedo, Ourense ou Santiago durante os séculos XIV e XV, regulando-se também em galego as questões e atos de culto.
Contudo, como consequência da derrota de Pedro I, apoiado pela nobreza galega, frente ao seu irmão Henrique II de Trastâmara, entra no século XIV no reino da Galiza uma aristocracia castelhana acompanhada pela sua correspondente corte, trazendo o castelhano, que até então era apenas empregue nos documentos enviados desde a corte de Castel.
Este núcleo nobiliário forâneo, que se instalou com o seu séquito no objetivo de retaliar a nobreza galega contrária a Henrique II, substituiu nos cargos importantes as pessoas galegas por outras de fora. Isto constituiu o primeiro foco diglóssico no reino da Galiza, pois os escribas redigiam na língua galega se eram originários do reino, e em castelhano se eram estrangeiros neste. Ainda que que estes últimos seriam minoria na Galiza até o século XV, pois além da utilização do galego em todo tipo de documentação privada, este também foi empregue pelos organismos civis como concelhos e guildas, bem como pela Igreja nas catedrais, conventos, mosteiros, etc.

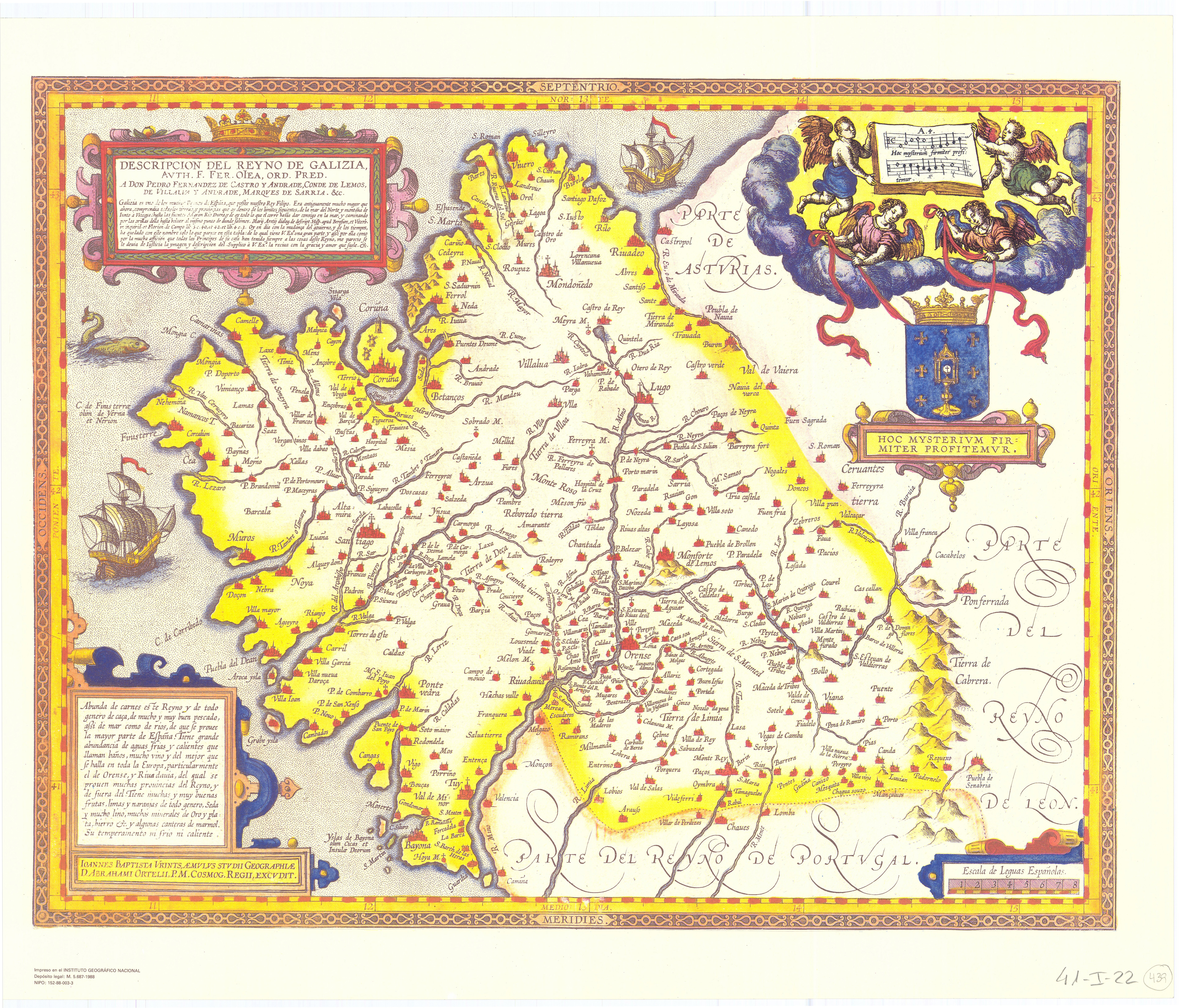
Mapa cartográfico do Reino da Galiza. século XVI. Feito por Ioannes Baptista Vrints

Assim, o galego funcionou do século XIII até final do XV como língua "oficial", independentemente de que houvesse desde o século XIV uma ínfima minoria de gente estrangeira, embora possuidora do poder, que empregasse o castelhano.
A penetração decisiva do castelhano no reino da Galiza ver-se-á incrementada com a vitória, no final do século XV, de Isabel a Católica na luta pelo trono da Coroa de Castela que manteve com Joana, esta última apoiada majoritariamente pela nobreza galega que a defendia como legítima herdeira. Sob o reinado dos Reis Católicos consuma-se a imposição definitiva da escrita em castelhano no reino da Galiza e

### O reino da Galiza na literatura medieval
O reino da Galiza possuiu na Idade Média uma grande projeção para Europa, não somente pela sua língua, a mais importante da lírica de toda Europa depois do occitano, mas também por ser um centro de cristandade e pela sua longa história, que o fez destacar entre todos os reinos peninsulares de maneira singular. Dentro desta projeção destaca-se o livro de gravuras conhecido como “O romance de Ponthus e Sidoine”, escrito na França no século XIV, testemunha que indica o interesse que despertava o reino da Galiza, e que conta as façanhas do príncipe galego Ponthus.
A história do príncipe Ponthus começa com a invasão do rei muçulmano Broada, filho de um poderoso sultão, que desembarca na Corunha com um exército de 30 000 homens, onde vence o rei da Galiza, chamado Thibour. Um nobre da corte logra salvar treze cavaleiros, além do herdeiro maior Ponthus, que se exilam no Reino da Bretanha, onde moram durante três anos. Um dia é levado à corte do rei da Bretanha, onde conhece a princesa, e ambos se namoram.
Ao pouco, os muçulmanos atacam a Bretanha, e Ponthus logra uma vitória definitiva salvando a Bretanha, pelo qual o rei o nomeia condestável, mas é caluniado pelo cavaleiro Gannelet, e decide ir viver na fraga de Brocelianda. Logo depois, as artimanhas de Gannelet fazem que Ponthus viaje ao Reino da Inglaterra, onde consegue não somente conciliar a paz entre os reis da Irlanda e da Inglaterra, mas ele próprio salvar o reino de um ataque muçulmano. Conhecedor do amor que Sidoine ainda professava por ele, marcha de Londres para a Bretanha a se casar com ela e consegue juntar uma poderosa frota de bretões, normandos e franceses, que atacam conjuntamente o exército muçulmano situado na Corunha, onde são destruídos junto com o seu rei Broada. Recuperado o trono da Galiza, e livre de ocupação, Ponthus reencontra-se com a sua mãe, a rainha galega, e com o seu tio o conde das Astúrias. Finalmente, Ponthus e Sidoine são coroados reis da Galiza e da Bretanha.

## A negação do reino da Galiza
Na historiografia oficial[carece de fontes?], e desde datas recentes da independência portuguesa, ficou incluído o reino da Galiza dentro do reino de Leão e posteriormente de Castela.
Após a independência de Portugal em 1128 e a conformação da monarquia leonesa (posteriormente castelhano-leonesa), o reino da Galiza começaria a perder a sua influência progressivamente na proclamação dos reis ibéricos. Datas e factores decisivos para a perda de poder e influência na política dos reinos hispânicos por parte da nobreza galega foram:
- O assassinato de Inês de Castro;
- Em Portugal a revolução de 1383-85 com a proclamação da nova dinastia de Avis com a morte do Conde Andeiro e a supressão da anterior dinastia e dos interesses dos nobres tradicionais portugueses (representada pelo infante D. João, um dos filhos de Inês de Castro)
- Na Espanha a coroação de Isabel a Católica e o início em 1492, que viria, segundo alguns autores, a retirar poder aos nobres galegos.

## O início de uma maior dependência
A execução do Marechal Pardo de Cela por parte dos reis católicos nessas datas e o fracasso galaico-português na guerra pela sucessão entre Isabel a católica e Joana chamada a “Excelente Senhora” em Portugal e “a Beltraneja” em Castela. Nessa guerra pela sucessão, Pedro Álvares de Soutomaior, nobre galego, capitaneou a revolta de nobres galegos e portugueses (acompanhados do próprio Afonso V) para a coroação da rainha do seu partido, Joana.
Estes dois factos, a perda da cabeça do Marechal e o fracasso da revolta pela sucessão no reino da Espanha serviriam de argumento para uma historiografia galega como símbolo do fim duma etapa de capacidade de intervenção política e início da decadência do Reino da Galiza.